# Queen (Band)/Auszeichnungen für Musikverkäufe

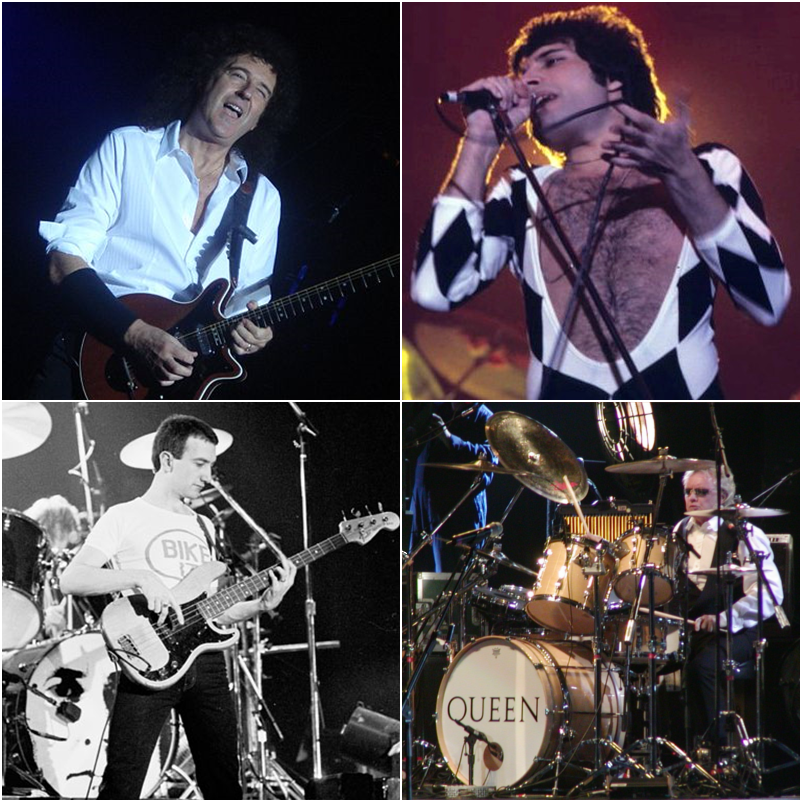
Brian May, Freddie Mercury, John Deacon und Roger Taylor

Dieser Artikel ist eine Übersicht über die Auszeichnungen für Musikverkäufe der britischen Rockband Queen. Die Auszeichnungen finden sich nach ihrer Art (Gold, Platin usw.), nach Staaten getrennt in chronologischer Reihenfolge, geordnet sowie nach den Tonträgern selbst in alphabetischer Reihenfolge, getrennt nach Medium (Alben, Singles usw.), wieder.

## Auszeichnungen
| - Frankreich - 1992: für die Single The Show Must Go On - 1995: für die Single Heaven for Everyone - 1998: für die Single We Are the Champions - Vereinigtes Königreich - 1974: für die Single Killer Queen (Physisch) - 1979: für die Single Don’t Stop Me Now (Physisch) - 1981: für die Single Flash - 1989: für die Single I Want It All - 1991: für die Single Innuendo - 1995: für die Single Heaven for Everyone - 2005: für das Album Return of the Champions - 2013: für das Album The Cosmos Rocks - 2013: für die Single We Will Rock You (Five & Queen) - 2018: für das Album Queen Singles Collection 2 - 2020: für die Single One Vision - 2021: für das Album Queen & Adam Lambert: Live Around the World - 2021: für die Single Too Much Love Will Kill You - 2022: für die Single Somebody to Love (Live) - 2022: für die Single Seven Seas of Rhye - 2022: für die Single Now I’m Here - 2025: für die Single Save Me - Argentinien - 1981: für die Single Crazy Little Thing Called Love - 1990: für das Album Live Magic - 1991: für das Album Innuendo - Australien - 1982: für das Album Queen II - 1982: für das Album Hot Space - 1997: für das Album Queen Rocks - 2005: für das Videoalbum Return of the Champions - 2009: für das Album Absolute Greatest - Belgien - 1978: für das Album A Night at the Opera - 1978: für das Album A Day at the Races - 1978: für das Album News of the World - 1997: für das Album Greatest Hits I & II - 1999: für das Album Greatest Hits III - 2007: für das Videoalbum Live at Wembley ’86 - 2019: für das Album Bohemian Rhapsody: The Original Soundtrack - Brasilien - 2001: für das Album Live at Wembley ’86 - 2024: für die Single Under Pressure - 2024: für die Single Don’t Stop Me Now - 2024: für die Single We Are the Champions - 2024: für die Single Another One Bites the Dust - 2024: für die Single The Show Must Go On - 2024: für die Single Somebody to Love - 2024: für die Single Hammer to Fall - 2024: für die Single Fat Bottomed Girls - 2024: für die Single Keep Yourself Alive - 2024: für die Single I Was Born to Love You - Dänemark - 2010: für das Album Absolute Greatest - 2021: für die Single Radio Ga Ga - 2022: für das Album The Works - 2023: für das Album Greatest Hits II - 2024: für die Single A Kind of Magic - 2025: für die Single The Show Must Go On - Deutschland - 1979: für das Album Jazz - 1980: für das Album Live Killers - 1982: für das Album The Game - 1990: für das Album A Day at the Races - 1992: für das Album Live Magic - 1993: für das Album Five Live - 1996: für das Album Greatest Hits I & II - 1999: für das Album Greatest Hits III - 2003: für das Album Live at Wembley ’86 - 2008: für das Videoalbum Return of the Champions - 2018: für das Album Forever - 2023: für die Single Somebody to Love - 2024: für die Single Radio Ga Ga - Europa - 1995: für das Album Greatest Hits I & II - Finnland - 1981: für das Album A Night at the Opera - 1989: für das Album The Miracle - 1991: für das Album Innuendo - 2007: für das Album The Platinum Collection: Greatest Hits I, II & III - Frankreich - 1978: für das Album News of the World - 1978: für die Single We Will Rock You - 1980: für das Album Jazz - 1986: für das Album A Kind of Magic - 1989: für das Album The Miracle - 1994: für das Album Greatest Hits I & II - 1995: für das Videoalbum Champions of the World - 1997: für das Album The Best II - 2000: für das Album Queen Rocks - 2002: für das Videoalbum Greatest Video Hits 1 - 2005: für das Videoalbum Return of the Champions - 2010: für das Album Absolute Greatest - 2019: für das Videoalbum Queen Rock Montreal & Live Aid - Griechenland - 2021: für die Single Another One Bites the Dust - Hongkong - 1982: für das Album Greatest Hits - Italien - 2010: für das Album Absolute Greatest - 2015: für das Album Forever - 2019: für die Single Who Wants to Live Forever - 2019: für das Album Innuendo - 2019: für die Single I Want It All - 2019: für die Single A Kind of Magic - 2021: für das Album News of the World - 2021: für das Album The Works - 2021: für die Single Innuendo - 2021: für das Album A Kind of Magic - 2022: für die Single Love of My Life - 2023: für die Single Thank God It’s Christmas - 2024: für das Album Jazz - 2024: für die Single Fat Bottomed Girls - Japan - 1995: für das Album Greatest Hits - 1996: für die Single I Was Born to Love You - 1998: für das Album Queen Rocks - 2001: für das Album Queen in Vision - 2004: für das Album Greatest Hits III - 2005: für das Album Jewels 2 - 2010: für die Single Born to Love You (Mobile Downloads) - 2019: für die Single We Will Rock You (Digital) - 2019: für die Single Bohemian Rhapsody (Digital) - 2021: für die Single Don’t Stop Me Now (Digital) - 2024: für das Streaming Bohemian Rhapsody - Kanada - 1991: für das Album Innuendo - 2019: für das Album Bohemian Rhapsody: The Original Soundtrack - Mexiko - 1996: für das Album Made in Heaven - 2004: für das Videoalbum Freddie Mercury Tribute Concert - 2004: für das Videoalbum Greatest Video Hits 1 - 2005: für das Videoalbum Queen on Fire – Live at the Bowl - 2005: für das Videoalbum Greatest Video Hits 2 - Neuseeland - 1981: für das Album The Game - 1984: für das Album The Works - 1990: für das Album The Miracle - 1999: für das Album Greatest Hits III - Niederlande - 1977: für das Album Sheer Heart Attack - 1984: für das Album The Works - 1993: für das Album Five Live - 2005: für das Album Live at Wembley ’86 - Österreich - 1993: für das Album A Night at the Opera - 1993: für das Album The Game - 1993: für das Album Hot Space - 1993: für das Album The Miracle - 1993: für das Album Live Killers - 1993: für das Album Live Magic - 1994: für das Album Live at Wembley ’86 - 1994: für das Album Five Live - 1997: für das Album Jazz - 1999: für das Album Greatest Hits III - 2004: für das Album Queen on Fire – Live at the Bowl - 2004: für das Videoalbum Queen on Fire – Live at the Bowl - 2005: für das Videoalbum Live at Wembley ’86 - Polen - 2003: für das Videoalbum Freddie Mercury Tribute Concert - 2003: für das Album The Platinum Collection: Greatest Hits I, II & III (EMI) - 2004: für das Videoalbum Greatest Video Hits 2 - 2010: für das Album Absolute Greatest - 2015: für das Album Forever - 2019: für das Album Greatest Hits - 2019: für das Album Greatest Hits II - Portugal - 2004: für das Album Queen on Fire – Live at the Bowl - 2009: für das Album Absolute Greatest - 2020: für die Single Killer Queen - 2022: für das Album Greatest Hits - Russland - 2008: für das Album The Cosmos Rocks - Schweden - 1977: für das Album Sheer Heart Attack - 1992: für das Album Greatest Hits - 1992: für das Album Greatest Hits III - Schweiz - 1992: für das Album Live Killers - 1993: für das Album Live at Wembley ’86 - 1993: für das Album Five Live - 1998: für das Album Greatest Hits I & II - 1999: für das Album Greatest Hits III - 2003: für das Album The Platinum Collection: Greatest Hits I, II & III - 2005: für das Album Queen on Fire – Live at the Bowl - 2008: für das Album Queen Rock Montreal & Live Aid - Singapur - 1996: für das Album Made in Heaven - Spanien - 1979: für das Album A Night at the Opera - 1981: für das Album The Game - 1982: für das Album Greatest Hits - 1984: für das Album The Works - 1987: für das Album Live Magic - 1995: für das Album Greatest Hits I & II - 1998: für das Album Queen Rocks - 2004: für das Videoalbum Greatest Video Hits 2 - 2004: für das Videoalbum Queen on Fire – Live at the Bowl - 2008: für das Album Greatest Hits III - 2024: für die Single A Kind of Magic - 2024: für die Single Love of My Life - 2025: für die Single I Want It All - Ungarn - 2013: für das Album Hungarian Rhapsody: Queen Live in Budapest - Vereinigte Staaten - 1975: für das Album Sheer Heart Attack - 1976: für die Single Bohemian Rhapsody (Physisch) - 1977: für das Album Queen - 1982: für das Album Hot Space - 1984: für das Album The Works - 1991: für das Album Innuendo - 1992: für die Single The Show Must Go On - 1996: für das Album Made in Heaven - 2002: für das Album A Kind of Magic - 2019: für das Album Bohemian Rhapsody: The Original Soundtrack - 2020: für die Single Love of My Life - 2022: für das Lied Good Old Fashioned Lover Boy - 2022: für die Single I Want It All - Vereinigtes Königreich - 1975: für das Album Queen II - 1976: für das Album Queen - 1976: für das Album A Day at the Races - 1977: für das Album News of the World - 1978: für das Album Jazz - 1979: für das Album Live Killers - 1979: für die Single Crazy Little Thing Called Love - 1980: für das Album The Game - 1981: für das Album Flash Gordon (O.S.T.) - 1982: für das Album Hot Space - 1993: für die Single Five Live - 2004: für das Album Queen on Fire – Live at the Bowl - 2013: für das Album Greatest Hits I & II - 2013: für das Videoalbum Box of Flix - 2013: für das Videoalbum Live in Rio - 2013: für das Videoalbum Live in Budapest - 2013: für das Videoalbum Made in Heaven – The Films - 2013: für das Videoalbum Greatest Flix III - 2014: für das Album Forever - 2018: für das Videoalbum Live at Wembley Stadium - 2021: für die Single Love of My Life - 2023: für das Lied Good Old Fashioned Lover Boy - 2023: für die Single Thank God It’s Christmas - 2024: für die Single Hammer to Fall - 2025: für die Single These Are the Days of Our Lives (Digital) | - Frankreich - 1997: für das Album The Best I - Argentinien - 1999: für das Album Greatest Hits III - 2002: für das Videoalbum Freddie Mercury Tribute Concert - 2003: für das Videoalbum Greatest Video Hits 2 - 2004: für das Videoalbum Queen on Fire – Live at the Bowl - 2007: für das Videoalbum Queen Rock Montreal & Live Aid/We Will Rock You - 2008: für das Videoalbum Live in Japan - Australien - 1995: für das Album Made in Heaven - 2000: für die Single We Will Rock You (Five & Queen) - 2004: für das Videoalbum Greatest Video Hits 2 - 2007: für das Videoalbum Freddie Mercury Tribute Concert - 2008: für das Videoalbum A Night at the Opera (30th Anniversary Edition) - 2012: für das Videoalbum Queen Rock Montreal & Live Aid - Belgien - 1995: für das Album Made in Heaven - 2002: für das Album The Platinum Collection: Greatest Hits I, II & III - Brasilien - 1999: für das Album Greatest Hits - 2008: für die Single A Kind of Magic - 2008: für das Album Collection - 2024: für die Single Bohemian Rhapsody - 2024: für die Single We Will Rock You - 2024: für den Titel Ay-Oh - Dänemark - 1996: für das Album Made in Heaven - 2019: für das Album The Platinum Collection: Greatest Hits I, II & III - 2021: für die Single We Will Rock You - 2021: für das Album Bohemian Rhapsody: The Original Soundtrack - 2022: für die Single Under Pressure - 2022: für die Single We Are the Champions - 2023: für die Single I Want to Break Free - 2023: für die Single Somebody to Love - 2023: für das Album A Night at the Opera - 2024: für die Single Crazy Little Thing Called Love - 2024: für das Album The Game - 2025: für die Single Killer Queen - Deutschland - 1990: für das Album News of the World - 1990: für das Album The Miracle - 1992: für das Album The Works - 1992: für das Album Innuendo - 1993: für das Album A Night at the Opera - 2005: für das Album Queen on Fire – Live at the Bowl - 2008: für das Videoalbum Greatest Video Hits 2 - 2010: für das Videoalbum Queen Rock Montreal & Live Aid - 2019: für das Album The Platinum Collection: Greatest Hits I, II & III - 2023: für die Single We Will Rock You - 2023: für die Single We Are the Champions - 2023: für die Single I Want to Break Free - 2023: für die Single Thank God It’s Christmas - 2024: für die Single Another One Bites the Dust - Europa - 1999: für das Album Greatest Hits III - 2010: für das Album Absolute Greatest - Finnland - 1996: für das Album Made in Heaven - 2006: für das Album Greatest Hits - Frankreich - 1993: für das Album Live at Wembley ’86 - 1996: für das Album Innuendo - 2002: für das Videoalbum Box of Flix - 2005: für das Videoalbum Greatest Video Hits 2 - Griechenland - 2021: für die Single Bohemian Rhapsody - Hongkong - 1996: für das Album Made in Heaven - Irland - 2009: für das Album Absolute Greatest - Italien - 2018: für das Album Greatest Hits II - 2019: für die Single The Show Must Go On - 2019: für die Single Radio Ga Ga - 2021: für das Album A Night at the Opera - 2021: für die Single Love of My Life - 2023: für die Single Crazy Little Thing Called Love - 2024: für die Single Killer Queen - 2025: für das Album The Game - Japan - 1996: für das Album Made in Heaven - 2018: für das Album Bohemian Rhapsody: The Original Soundtrack - 2021: für das Album A Night at the Opera - Kanada - 1976: für das Album A Night at the Opera - 1977: für das Album A Day at the Races - 1979: für das Album Jazz - 1984: für das Album The Works - 1996: für das Album Made in Heaven - 2003: für das Videoalbum Freddie Mercury Tribute Concert - 2013: für das Album Icon - Mexiko - 1992: für das Album Greatest Hits II - 1992: für das Album Innuendo - 2005: für das Videoalbum Live at Wembley ’86 - Neuseeland - 1987: für das Album Live Magic - 1991: für das Album Innuendo - 1992: für das Album Greatest Hits - 1992: für das Album Live at Wembley ’86 - 2004: für das Videoalbum Queen on Fire – Live at the Bowl - 2006: für das Videoalbum Greatest Video Hits 1 - 2006: für das Videoalbum Greatest Video Hits 2 - 2009: für das Album Absolute Greatest - 2011: für das Album Queen Rock Montreal & Live Aid - 2021: für die Single You’re My Best Friend - Niederlande - 1977: für das Album A Day at the Races - 1978: für das Album News of the World - 1979: für das Album Jazz - 1981: für das Album Live Killers - 1981: für das Album The Game - 1981: für die Single Crazy Little Thing Called Love - 1990: für das Album The Miracle - 1991: für das Album Innuendo - 1991: für das Album Greatest Hits - 1998: für das Album Greatest Hits I & II - 2000: für das Album Greatest Hits III - Norwegen - 1996: für das Album Made in Heaven - 2000: für das Album Greatest Hits III - 2004: für das Album The Platinum Collection: Greatest Hits I, II & III - Österreich - 1993: für das Album The Works - 1994: für das Album Innuendo - 1997: für das Album A Kind of Magic - 2023: für das Album Bohemian Rhapsody: The Original Soundtrack - Philippinen - 1981: für die Single Another One Bites the Dust - Polen - 1996: für das Album Made in Heaven - 2003: für das Videoalbum Greatest Video Hits 1 - 2004: für das Videoalbum Live at Wembley ’86 - 2008: für das Videoalbum Queen Rock Montreal & Live Aid - 2009: für das Album The Game - 2009: für das Album Hot Space - 2009: für das Album Live Killers, Vol. 1 - 2009: für das Album Live Killers, Vol. 2 - 2009: für das Album Live Magic - 2009: für das Album Innuendo - 2009: für das Album Queen - 2009: für das Album Queen II - 2009: für das Album The Works - 2009: für das Album A Day at the Races - 2009: für das Album News of the World - 2009: für das Album Sheer Heart Attack - 2009: für das Album Flash Gordon (O.S.T.) - 2009: für das Album Return of the Champions Vol. 1 - 2009: für das Album Return of the Champions Vol. 2 - 2009: für das Album Live at Wembley ’86 - 2009: für das Album Live at Wembley ’86 Vol. 2 - 2009: für das Album The Miracle - 2009: für das Album Jazz - 2009: für das Album Queen on Fire – Live at the Bowl Vol. 1 - 2009: für das Album Queen on Fire – Live at the Bowl Vol. 2 - 2009: für das Album Made in Heaven (Re-issue) - 2012: für das Album Hungarian Rhapsody: Queen Live in Budapest - Portugal - 2003: für das Album The Platinum Collection: Greatest Hits I, II & III - 2007: für das Videoalbum Queen Rock Montreal & Live Aid - Schweden - 1992: für das Album Greatest Hits II - Schweiz - 1989: für das Album The Miracle - 1992: für das Album News of the World - 1992: für das Album Jazz - 1992: für das Album The Works - Spanien - 1987: für das Album A Kind of Magic - 1989: für das Album The Miracle - 1991: für das Album Innuendo - 1992: für das Album Live at Wembley ’86 - 2005: für das Videoalbum Live at Wembley ’86 - 2006: für das Videoalbum Greatest Video Hits 1 - 2020: für das Album Bohemian Rhapsody: The Original Soundtrack - 2024: für die Single Somebody to Love - 2024: für die Single The Show Must Go On - 2024: für die Single We Are the Champions - 2024: für die Single Killer Queen - 2024: für die Single Radio Ga Ga - Südafrika - 1996: für das Album Made in Heaven - Südkorea - 1996: für das Album Made in Heaven - Ungarn - 2010: für das Album Absolute Greatest - Vereinigte Staaten - 1978: für das Album Jazz - 1978: für die Single We Are the Champions (Physisch) - 1999: für das Album Live at Wembley ’86 - 2000: für das Album Greatest Hits I & II - 2002: für das Album A Day at the Races - 2005: für die Single Another One Bites the Dust (Physisch) - 2003: für das Videoalbum Greatest Video Hits 1 - 2005: für das Album The Platinum Collection: Greatest Hits I, II & III - 2006: für das Videoalbum Queen on Fire – Live at the Bowl - 2016: für die Single You’re My Best Friend - 2017: für die Single Crazy Little Thing Called Love - 2019: für die Single I Want to Break Free - 2020: für die Single Radio Ga Ga - 2022: für die Single Bicycle Race - Vereinigtes Königreich - 1976: für das Album A Night at the Opera - 1982: für das Album Sheer Heart Attack - 1984: für das Album The Works - 1987: für das Album Live Magic - 1989: für das Album The Miracle - 1991: für das Album Innuendo - 1991: für die Single Bohemian Rhapsody / These Are the Days of Our Lives - 1998: für das Album Queen Rocks - 2005: für das Videoalbum Return of the Champions - 2013: für das Album Live at Wembley ’86 - 2013: für das Videoalbum Live at Wembley ’86 - 2013: für das Videoalbum Freddie Mercury Tribute Concert - 2013: für das Videoalbum Champions of the World - 2019: für das Album Bohemian Rhapsody: The Original Soundtrack - 2020: für die Single We Are the Champions - 2022: für die Single Crazy Little Thing Called Love (Digital) - 2022: für die Single You’re My Best Friend - 2022: für die Single Bicycle Race/Fat Bottomed Girls - 2023: für die Single A Kind of Magic - 2024: für die Single Who Wants to Live Forever - 2025: für die Single The Show Must Go On - Deutschland - 2008 für das Album A Kind of Magic - 2008: für das Videoalbum Greatest Video Hits 1 - 2023: für die Single Bohemian Rhapsody - 2024: für die Single Don’t Stop Me Now | - Argentinien - 1981: für das Album The Game - 1991: für das Album A Night at the Opera (Normal + Re-Edition) - 1995: für das Album Made in Heaven - Australien - 1976: für das Album A Night at the Opera - 2019: für das Album The Platinum Collection: Greatest Hits I, II & III - 2020: für das Album Bohemian Rhapsody: The Original Soundtrack - Brasilien - 1997: für das Album Greatest Hits II - 2024: für die Single Love of My Life - 2024: für die Single I Want to Break Free - Dänemark - 2022: für die Single Don’t Stop Me Now - 2024: für die Single Another One Bites the Dust - 2024: für die Single Thank God It’s Christmas - Europa - 1992: für das Album Innuendo - Finnland - 1992: für das Album Greatest Hits II - Frankreich - 1996: für das Album Made in Heaven - 2018: für das Album The Platinum Collection: Greatest Hits I, II & III - 2019: für das Videoalbum Live at Wembley Stadium (Island / Universal Music France) - 2020: für das Album Greatest Hits Flix 1 - Italien - 2019: für die Single We Will Rock You - 2020: für das Album Bohemian Rhapsody: The Original Soundtrack - 2023: für das Album Greatest Hits - 2024: für die Single I Want to Break Free - 2024: für die Single We Are the Champions - 2024: für die Single Somebody to Love (Live) - Japan - 2006: für den Ringtone I Was Born to Love You - 2009: für den Ringtone We Will Rock You - Kanada - 2007: für das Videoalbum Queen Rock Montreal & Live Aid - Neuseeland - 1978: für das Album A Night at the Opera - 1986: für das Album A Kind of Magic - 2006: für das Videoalbum Live at Wembley ’86 - 2022: für die Single Somebody to Love - 2024: für die Single We Are the Champions - 2024: für die Single Fat Bottomed Girls - 2024: für die Single Killer Queen - 2024: für die Single Radio Ga Ga - Niederlande - 1979: für das Album A Night at the Opera - 1997: für das Album Made in Heaven - 2005: für das Album The Platinum Collection: Greatest Hits I, II & III - Österreich - 1995: für das Album Made in Heaven - Polen - 2009: für das Album A Night at the Opera - 2021: für das Album Bohemian Rhapsody: The Original Soundtrack - Portugal - 1996: für das Album Made in Heaven - 2004: für das Videoalbum Queen on Fire – Live at the Bowl - Schweiz - 1991: für das Album A Kind of Magic - 1992: für das Album Innuendo - 1993: für das Album Live Magic - Spanien - 1996: für das Album Made in Heaven - 2005: für das Album The Platinum Collection: Greatest Hits I, II & III - 2024: für die Single Another One Bites the Dust - 2024: für die Single Under Pressure - 2024: für die Single We Will Rock You - 2024: für die Single Crazy Little Thing Called Love - Tschechien - 1996: für das Album Made in Heaven - Vereinigte Staaten - 2002: für das Album Live Killers - 2018: für die Single Fat Bottomed Girls - Vereinigtes Königreich - 1986: für das Album A Kind of Magic - 2010: für das Album Absolute Greatest - 2013: für das Album Greatest Hits III - 2019: für das Videoalbum Queen Rock Montreal & Live Aid - 2022: für die Single We Will Rock You - 2023: für die Single I Want to Break Free - 2024: für die Single Somebody to Love - 2024: für die Single Radio Ga Ga - 2024: für die Single Killer Queen (Digital) - Deutschland - 2008: für das Videoalbum Queen on Fire – Live at the Bowl - Argentinien - 1994: für das Album Greatest Hits - Australien - 2006: für das Videoalbum Queen on Fire – Live at the Bowl - 2020: für die Single Under Pressure - Dänemark - 2024: für die Single Bohemian Rhapsody - Deutschland - 2008: für das Album Made in Heaven - Europa - 2005: für das Album The Platinum Collection: Greatest Hits I, II & III - Frankreich - 2005: für das Videoalbum Live at Wembley ’86 (VHS) - 2005: für das Videoalbum Queen on Fire – Live at the Bowl - 2022: für das Album Bohemian Rhapsody: The Original Soundtrack - Italien - 2021: für die Single Another One Bites the Dust - 2024: für die Single Under Pressure - Kanada - 1978: für das Album News of the World - 1993: für das Album Greatest Hits - 2003: für das Videoalbum Greatest Video Hits 1 - Neuseeland - 1996: für das Album Made in Heaven - 2023: für das Album The Platinum Collection: Greatest Hits I, II & III - 2023: für die Single Crazy Little Thing Called Love - 2024: für die Single I Want to Break Free - Polen - 2009: für das Album A Kind of Magic - Portugal - 2023: für die Single Don’t Stop Me Now - Schweiz - 1995: für das Album Made in Heaven - Spanien - 2024: für die Single I Want to Break Free - Vereinigte Staaten - 2002: für das Album A Night at the Opera - 2002: für das Album Classic Queen - 2008: für das Videoalbum Queen Rock Montreal & Live Aid - Vereinigtes Königreich - 2006: für das Videoalbum Queen on Fire – Live at the Bowl - 2013: für das Videoalbum Greatest Video Hits 1 - 2017: für das Videoalbum Greatest Video Hits 2 - 2023: für die Single Under Pressure - 2024: für die Single Another One Bites the Dust - Deutschland - 2008: für das Album Greatest Hits - Australien - 2020: für die Single Another One Bites the Dust - Deutschland - 2008: für das Videoalbum Live at Wembley ’86 - Europa - 1993: für das Album Greatest Hits II - Italien - 2022: für das Album The Platinum Collection: Greatest Hits I, II & III - 2024: für die Single Don’t Stop Me Now - Neuseeland - 1995: für das Album Greatest Hits I & II - 2024: für das Album Bohemian Rhapsody: The Original Soundtrack - 2024: für die Single We Will Rock You - Österreich - 1997: für das Album Greatest Hits II - 2000: für das Album Greatest Hits - Portugal - 2022: für die Single Bohemian Rhapsody - 2025: für das Album Greatest Hits II - Spanien - 2024: für die Single Don’t Stop Me Now - Vereinigte Staaten - 2002: für das Album News of the World - 2002: für das Album The Game - 2022: für die Single Don’t Stop Me Now - 2022: für die Single We Are the Champions (Digital) - 2022: für die Single Under Pressure - 2025: für die Single Killer Queen - Vereinigtes Königreich - 1997: für das Album Made in Heaven - Deutschland - 2008: für das Album Greatest Hits II - Australien - 2020: für die Single Don’t Stop Me Now - Europa - 1993: für das Album Greatest Hits - 1997: für das Album Made in Heaven - Italien - 2024: für die Single Bohemian Rhapsody - Kanada - 1993: für das Album Classic Queen - Niederlande - 1997: für das Album Greatest Hits II - Schweiz - 1995: für das Album Greatest Hits II - 1997: für das Album Greatest Hits - Spanien - 1992: für das Album Greatest Hits II - 2024: für die Single Bohemian Rhapsody - Vereinigte Staaten - 2006: für das Videoalbum Live at Wembley ’86 - 2020: für das Album Greatest Hits (1992) - 2021: für das Album The Platinum Collection: Greatest Hits I, II & III - 2025: für die Single Somebody to Love - Vereinigtes Königreich - 2024: für die Single Bohemian Rhapsody - 2024: für die Single Don’t Stop Me Now (Digital) - Australien - 2006: für das Videoalbum Greatest Video Hits 1 - 2019: für das Videoalbum Live at Wembley ’86 - Italien - 1996: für das Album Made in Heaven - Neuseeland - 2025: für die Single Under Pressure - 2025: für die Single Don’t Stop Me Now - 2025: für die Single Another One Bites the Dust - Kanada - 2019: für die Single Bohemian Rhapsody - Australien - 2007: für das Album Greatest Hits II - 2020: für die Single Bohemian Rhapsody - Neuseeland - 2024: für die Single Bohemian Rhapsody - Vereinigtes Königreich - 2022: für das Album The Platinum Collection: Greatest Hits I, II & III - 2025: für das Videoalbum Live at Wembley Stadium - Vereinigte Staaten - 2020: für das Album Greatest Hits (1981) - 2025: für die Single We Will Rock You - 2025: für die Single Another One Bites the Dust (Digital) - Neuseeland - 2014: für das Album Greatest Hits - 2018: für das Album Greatest Hits II - Portugal - 2004: für das Videoalbum Live at Wembley ’86 - Vereinigtes Königreich - 2016: für das Album Greatest Hits II - Australien - 2014: für das Album Greatest Hits - Vereinigtes Königreich - 2025: für das Album Greatest Hits - Argentinien - 1991: für das Album Greatest Hits II - Frankreich - 1992: für das Album Greatest Hits II - 2005: für das Videoalbum Live at Wembley Stadium (DVD) - Japan - 2004: für das Album Jewels - Polen - 2019: für das Album The Platinum Collection: Greatest Hits I, II & III (Universal) - Vereinigte Staaten - 2021: für die Single Bohemian Rhapsody (Digital) |

## Auszeichnungen nach Alben

### A Day at the Races
| Land/Region                  | Auszeichnungen für Musikverkäufe (Land/Region, Auszeichnung, Verkäufe) | Verkäufe  |
| ---------------------------- | ---------------------------------------------------------------------- | --------- |
| Belgien (BRMA)               | Gold                                                                   | 25.000    |
| Deutschland (BVMI)           | Gold                                                                   | 250.000   |
| Kanada (MC)                  | Platin                                                                 | 100.000   |
| Niederlande (NVPI)           | Platin                                                                 | 120.000   |
| Polen (ZPAV)                 | Platin                                                                 | 20.000    |
| Vereinigte Staaten (RIAA)    | Platin                                                                 | 1.000.000 |
| Vereinigtes Königreich (BPI) | Gold                                                                   | 100.000   |
| Insgesamt                    | 3× Gold · 4× Platin ·                                                  | 1.615.000 |

### A Kind of Magic
| Land/Region                  | Auszeichnungen für Musikverkäufe (Land/Region, Auszeichnung, Verkäufe) | Verkäufe  |
| ---------------------------- | ---------------------------------------------------------------------- | --------- |
| Deutschland (BVMI)           | 3× Gold                                                                | 750.000   |
| Frankreich (SNEP)            | Gold                                                                   | 100.000   |
| Italien (FIMI)               | Gold                                                                   | 25.000    |
| Neuseeland (RMNZ)            | 2× Platin                                                              | 40.000    |
| Österreich (IFPI)            | Platin                                                                 | 50.000    |
| Polen (ZPAV)                 | 3× Platin                                                              | 60.000    |
| Schweiz (IFPI)               | 2× Platin                                                              | 100.000   |
| Spanien (Promusicae)         | Platin                                                                 | 100.000   |
| Vereinigte Staaten (RIAA)    | Gold                                                                   | 500.000   |
| Vereinigtes Königreich (BPI) | 2× Platin                                                              | 600.000   |
| Insgesamt                    | 4× Gold · 12× Platin ·                                                 | 2.325.000 |

### A Night at the Opera
| Land/Region                  | Auszeichnungen für Musikverkäufe (Land/Region, Auszeichnung, Verkäufe) | Verkäufe  |
| ---------------------------- | ---------------------------------------------------------------------- | --------- |
| Argentinien (CAPIF)          | 2× Platin                                                              | 120.000   |
| Australien (ARIA)            | 2× Platin                                                              | 100.000   |
| Belgien (BRMA)               | Gold                                                                   | 25.000    |
| Dänemark (IFPI)              | Platin                                                                 | 20.000    |
| Deutschland (BVMI)           | Platin                                                                 | 500.000   |
| Finnland (IFPI)              | Gold                                                                   | 20.000    |
| Italien (FIMI)               | Platin                                                                 | 50.000    |
| Japan (RIAJ)                 | Platin                                                                 | 250.000   |
| Kanada (MC)                  | Platin                                                                 | 100.000   |
| Neuseeland (RMNZ)            | 2× Platin                                                              | 40.000    |
| Niederlande (NVPI)           | 2× Platin                                                              | 200.000   |
| Österreich (IFPI)            | Gold                                                                   | 25.000    |
| Polen (ZPAV)                 | 2× Platin                                                              | 40.000    |
| Spanien (Promusicae)         | Gold                                                                   | 100.000   |
| Vereinigte Staaten (RIAA)    | 3× Platin                                                              | 3.000.000 |
| Vereinigtes Königreich (BPI) | Platin                                                                 | 300.000   |
| Insgesamt                    | 4× Gold · 19× Platin ·                                                 | 4.890.000 |

### Absolute Greatest
| Land/Region                  | Auszeichnungen für Musikverkäufe (Land/Region, Auszeichnung, Verkäufe) | Verkäufe  |
| ---------------------------- | ---------------------------------------------------------------------- | --------- |
| Australien (ARIA)            | Gold                                                                   | 35.000    |
| Dänemark (IFPI)              | Gold                                                                   | (15.000)  |
| Europa (IFPI)                | Platin                                                                 | 1.000.000 |
| Frankreich (SNEP)            | Gold                                                                   | (50.000)  |
| Irland (IRMA)                | Platin                                                                 | (15.000)  |
| Italien (FIMI)               | Gold                                                                   | (35.000)  |
| Neuseeland (RMNZ)            | Platin                                                                 | 15.000    |
| Polen (ZPAV)                 | Gold                                                                   | (10.000)  |
| Portugal (AFP)               | Gold                                                                   | (10.000)  |
| Ungarn (MAHASZ)              | Platin                                                                 | (6.000)   |
| Vereinigtes Königreich (BPI) | 2× Platin                                                              | (600.000) |
| Insgesamt                    | 6× Gold · 6× Platin ·                                                  | 1.050.000 |

### Bohemian Rhapsody: The Original Soundtrack
| Land/Region                  | Auszeichnungen für Musikverkäufe (Land/Region, Auszeichnung, Verkäufe) | Verkäufe  |
| ---------------------------- | ---------------------------------------------------------------------- | --------- |
| Australien (ARIA)            | 2× Platin                                                              | 140.000   |
| Belgien (BRMA)               | Gold                                                                   | 10.000    |
| Dänemark (IFPI)              | Platin                                                                 | 20.000    |
| Frankreich (SNEP)            | 3× Platin                                                              | 300.000   |
| Italien (FIMI)               | 2× Platin                                                              | 100.000   |
| Japan (RIAJ)                 | Platin                                                                 | 250.000   |
| Kanada (MC)                  | Gold                                                                   | 131.000   |
| Neuseeland (RMNZ)            | 4× Platin                                                              | 60.000    |
| Österreich (IFPI)            | Platin                                                                 | 15.000    |
| Polen (ZPAV)                 | 2× Platin                                                              | 40.000    |
| Spanien (Promusicae)         | Platin                                                                 | 40.000    |
| Vereinigte Staaten (RIAA)    | Gold                                                                   | 500.000   |
| Vereinigtes Königreich (BPI) | Platin                                                                 | 300.000   |
| Insgesamt                    | 3× Gold · 18× Platin ·                                                 | 1.906.000 |

### Classic Queen
| Land/Region               | Auszeichnungen für Musikverkäufe (Land/Region, Auszeichnung, Verkäufe) | Verkäufe  |
| ------------------------- | ---------------------------------------------------------------------- | --------- |
| Kanada (MC)               | 5× Platin                                                              | 500.000   |
| Vereinigte Staaten (RIAA) | 3× Platin                                                              | 3.000.000 |
| Insgesamt                 | 8× Platin ·                                                            | 3.500.000 |

### Collection
| Land/Region     | Auszeichnungen für Musikverkäufe (Land/Region, Auszeichnung, Verkäufe) | Verkäufe |
| --------------- | ---------------------------------------------------------------------- | -------- |
| Brasilien (PMB) | Platin                                                                 | 60.000   |
| Insgesamt       | 1× Platin ·                                                            | 60.000   |

### Five Live
| Land/Region                  | Auszeichnungen für Musikverkäufe (Land/Region, Auszeichnung, Verkäufe) | Verkäufe |
| ---------------------------- | ---------------------------------------------------------------------- | -------- |
| Deutschland (BVMI)           | Gold                                                                   | 250.000  |
| Niederlande (NVPI)           | Gold                                                                   | 50.000   |
| Österreich (IFPI)            | Gold                                                                   | 25.000   |
| Schweiz (IFPI)               | Gold                                                                   | 25.000   |
| Vereinigtes Königreich (BPI) | Gold                                                                   | 400.000  |
| Insgesamt                    | 5× Gold ·                                                              | 750.000  |

### Flash Gordon (O.S.T.)
| Land/Region                  | Auszeichnungen für Musikverkäufe (Land/Region, Auszeichnung, Verkäufe) | Verkäufe |
| ---------------------------- | ---------------------------------------------------------------------- | -------- |
| Polen (ZPAV)                 | Platin                                                                 | 20.000   |
| Vereinigtes Königreich (BPI) | Gold                                                                   | 100.000  |
| Insgesamt                    | 1× Gold · 1× Platin ·                                                  | 120.000  |

### Forever
| Land/Region                  | Auszeichnungen für Musikverkäufe (Land/Region, Auszeichnung, Verkäufe) | Verkäufe |
| ---------------------------- | ---------------------------------------------------------------------- | -------- |
| Deutschland (BVMI)           | Gold                                                                   | 100.000  |
| Italien (FIMI)               | Gold                                                                   | 25.000   |
| Polen (ZPAV)                 | Gold                                                                   | 50.000   |
| Vereinigtes Königreich (BPI) | Gold                                                                   | 100.000  |
| Insgesamt                    | 4× Gold ·                                                              | 275.000  |

### Greatest Hits/Greatest Hits Flix 1
| Land/Region                  | Auszeichnungen für Musikverkäufe (Land/Region, Auszeichnung, Verkäufe) | Verkäufe    |
| ---------------------------- | ---------------------------------------------------------------------- | ----------- |
| Argentinien (CAPIF)          | 3× Platin                                                              | 180.000     |
| Australien (ARIA)            | 15× Platin                                                             | 1.050.000   |
| Brasilien (PMB)              | Platin                                                                 | 250.000     |
| Deutschland (BVMI)           | 7× Gold                                                                | 1.750.000   |
| Europa (IFPI)                | 5× Platin                                                              | (5.000.000) |
| Finnland (IFPI)              | Platin                                                                 | 55.058      |
| Frankreich (SNEP)            | 2× Platin                                                              | 200.000     |
| Italien (FIMI)               | 2× Platin                                                              | 100.000     |
| Hongkong (IFPI/HKRIA)        | Gold                                                                   | 10.000      |
| Japan (RIAJ)                 | Gold                                                                   | 100.000     |
| Kanada (MC)                  | 3× Platin                                                              | 300.000     |
| Neuseeland (RMNZ)            | Platin · + 10× Platin (Remastered)                                     | 165.000     |
| Niederlande (NVPI)           | Platin                                                                 | 100.000     |
| Österreich (IFPI)            | 4× Platin                                                              | 200.000     |
| Polen (ZPAV)                 | Gold                                                                   | 10.000      |
| Portugal (AFP)               | Gold                                                                   | 7.500       |
| Schweden (IFPI)              | Gold                                                                   | 50.000      |
| Schweiz (IFPI)               | 5× Platin                                                              | 250.000     |
| Spanien (Promusicae)         | Gold                                                                   | 50.000      |
| Vereinigte Staaten (RIAA)    | 9× Platin (1981) · + 5× Platin (1992)                                  | 14.000.000  |
| Vereinigtes Königreich (BPI) | 25× Platin                                                             | 7.500.000   |
| Insgesamt                    | 6× Gold · 95× Platin ·                                                 | 26.327.558  |

### Greatest Hits I & II
| Land/Region                  | Auszeichnungen für Musikverkäufe (Land/Region, Auszeichnung, Verkäufe) | Verkäufe  |
| ---------------------------- | ---------------------------------------------------------------------- | --------- |
| Belgien (BRMA)               | Gold                                                                   | 25.000    |
| Deutschland (BVMI)           | Gold                                                                   | 250.000   |
| Europa (IFPI)                | Gold                                                                   | (500.000) |
| Frankreich (SNEP)            | Gold                                                                   | 100.000   |
| Neuseeland (RMNZ)            | 4× Platin                                                              | 60.000    |
| Niederlande (NVPI)           | Platin                                                                 | 100.000   |
| Schweiz (IFPI)               | Gold                                                                   | 25.000    |
| Spanien (Promusicae)         | Gold                                                                   | 50.000    |
| Vereinigte Staaten (RIAA)    | Platin                                                                 | 500.000   |
| Vereinigtes Königreich (BPI) | Gold                                                                   | 100.000   |
| Insgesamt                    | 7× Gold · 6× Platin ·                                                  | 1.210.000 |

### Greatest Hits II
| Land/Region                  | Auszeichnungen für Musikverkäufe (Land/Region, Auszeichnung, Verkäufe) | Verkäufe    |
| ---------------------------- | ---------------------------------------------------------------------- | ----------- |
| Argentinien (CAPIF)          | Diamant                                                                | 500.000     |
| Australien (ARIA)            | 8× Platin                                                              | 560.000     |
| Brasilien (PMB)              | 2× Platin                                                              | 500.000     |
| Dänemark (IFPI)              | Gold                                                                   | 10.000      |
| Deutschland (BVMI)           | 9× Gold                                                                | 2.250.000   |
| Europa (IFPI)                | 4× Platin                                                              | (4.000.000) |
| Finnland (IFPI)              | 2× Platin                                                              | 149.622     |
| Frankreich (SNEP)            | Diamant                                                                | 1.000.000   |
| Italien (FIMI)               | Platin                                                                 | 50.000      |
| Kanada (MC)                  | 5× Platin                                                              | 500.000     |
| Mexiko (AMPROFON)            | Platin                                                                 | 250.000     |
| Neuseeland (RMNZ)            | 10× Platin                                                             | 150.000     |
| Niederlande (NVPI)           | 5× Platin                                                              | 500.000     |
| Österreich (IFPI)            | 4× Platin                                                              | 200.000     |
| Polen (ZPAV)                 | Gold                                                                   | 10.000      |
| Portugal (AFP)               | 4× Platin                                                              | 28.000      |
| Schweden (IFPI)              | Platin                                                                 | 100.000     |
| Schweiz (IFPI)               | 5× Platin                                                              | 250.000     |
| Spanien (Promusicae)         | 5× Platin                                                              | 500.000     |
| Vereinigtes Königreich (BPI) | 13× Platin                                                             | 3.900.000   |
| Insgesamt                    | 3× Gold · 74× Platin · 2× Diamant ·                                    | 11.403.622  |

### Greatest Hits III
| Land/Region                  | Auszeichnungen für Musikverkäufe (Land/Region, Auszeichnung, Verkäufe) | Verkäufe    |
| ---------------------------- | ---------------------------------------------------------------------- | ----------- |
| Argentinien (CAPIF)          | Platin                                                                 | 60.000      |
| Belgien (BRMA)               | Gold                                                                   | 25.000      |
| Deutschland (BVMI)           | Gold                                                                   | 150.000     |
| Europa (IFPI)                | Platin                                                                 | (1.000.000) |
| Japan (RIAJ)                 | Gold                                                                   | 100.000     |
| Neuseeland (RMNZ)            | Gold                                                                   | 7.500       |
| Niederlande (NVPI)           | Platin                                                                 | 80.000      |
| Norwegen (IFPI)              | Platin                                                                 | 50.000      |
| Österreich (IFPI)            | Gold                                                                   | 25.000      |
| Schweden (IFPI)              | Gold                                                                   | 40.000      |
| Schweiz (IFPI)               | Gold                                                                   | 25.000      |
| Spanien (Promusicae)         | Gold                                                                   | 50.000      |
| Vereinigtes Königreich (BPI) | 2× Platin                                                              | 600.000     |
| Insgesamt                    | 8× Gold · 6× Platin ·                                                  | 1.212.500   |

### Hot Space
| Land/Region                  | Auszeichnungen für Musikverkäufe (Land/Region, Auszeichnung, Verkäufe) | Verkäufe |
| ---------------------------- | ---------------------------------------------------------------------- | -------- |
| Australien (ARIA)            | Gold                                                                   | 20.000   |
| Österreich (IFPI)            | Gold                                                                   | 25.000   |
| Polen (ZPAV)                 | Platin                                                                 | 20.000   |
| Vereinigte Staaten (RIAA)    | Gold                                                                   | 500.000  |
| Vereinigtes Königreich (BPI) | Gold                                                                   | 100.000  |
| Insgesamt                    | 4× Gold · 1× Platin ·                                                  | 665.000  |

### Hungarian Rhapsody: Queen Live in Budapest
| Land/Region     | Auszeichnungen für Musikverkäufe (Land/Region, Auszeichnung, Verkäufe) | Verkäufe |
| --------------- | ---------------------------------------------------------------------- | -------- |
| Ungarn (MAHASZ) | Gold                                                                   | 3.000    |
| Insgesamt       | 1× Gold ·                                                              | 3.000    |

### Icon
| Land/Region | Auszeichnungen für Musikverkäufe (Land/Region, Auszeichnung, Verkäufe) | Verkäufe |
| ----------- | ---------------------------------------------------------------------- | -------- |
| Kanada (MC) | Platin                                                                 | 80.000   |
| Insgesamt   | 1× Platin ·                                                            | 80.000   |

### Innuendo
| Land/Region                  | Auszeichnungen für Musikverkäufe (Land/Region, Auszeichnung, Verkäufe) | Verkäufe  |
| ---------------------------- | ---------------------------------------------------------------------- | --------- |
| Argentinien (CAPIF)          | Gold                                                                   | 30.000    |
| Deutschland (BVMI)           | Platin                                                                 | (500.000) |
| Europa (IFPI)                | 2× Platin                                                              | 2.000.000 |
| Finnland (IFPI)              | Gold                                                                   | (38.221)  |
| Frankreich (SNEP)            | Platin                                                                 | (300.000) |
| Italien (FIMI)               | Gold                                                                   | (25.000)  |
| Kanada (MC)                  | Gold                                                                   | 50.000    |
| Mexiko (AMPROFON)            | Platin                                                                 | 150.000   |
| Neuseeland (RMNZ)            | Platin                                                                 | 15.000    |
| Niederlande (NVPI)           | Platin                                                                 | (100.000) |
| Österreich (IFPI)            | Platin                                                                 | (50.000)  |
| Polen (ZPAV)                 | Platin                                                                 | (20.000)  |
| Schweiz (IFPI)               | 2× Platin                                                              | (100.000) |
| Spanien (Promusicae)         | Platin                                                                 | (100.000) |
| Vereinigte Staaten (RIAA)    | Gold                                                                   | 500.000   |
| Vereinigtes Königreich (BPI) | Platin                                                                 | (300.000) |
| Insgesamt                    | 5× Gold · 13× Platin ·                                                 | 2.745.000 |

### Jazz
| Land/Region                  | Auszeichnungen für Musikverkäufe (Land/Region, Auszeichnung, Verkäufe) | Verkäufe  |
| ---------------------------- | ---------------------------------------------------------------------- | --------- |
| Deutschland (BVMI)           | Gold                                                                   | 250.000   |
| Frankreich (SNEP)            | Gold                                                                   | 100.000   |
| Italien (FIMI)               | Gold                                                                   | 25.000    |
| Kanada (MC)                  | Platin                                                                 | 100.000   |
| Niederlande (NVPI)           | Platin                                                                 | 100.000   |
| Österreich (IFPI)            | Gold                                                                   | 25.000    |
| Polen (ZPAV)                 | Platin                                                                 | 20.000    |
| Schweiz (IFPI)               | Platin                                                                 | 50.000    |
| Vereinigte Staaten (RIAA)    | Platin                                                                 | 1.000.000 |
| Vereinigtes Königreich (BPI) | Gold                                                                   | 100.000   |
| Insgesamt                    | 5× Gold · 5× Platin ·                                                  | 1.760.000 |

### Jewels
| Land/Region  | Auszeichnungen für Musikverkäufe (Land/Region, Auszeichnung, Verkäufe) | Verkäufe  |
| ------------ | ---------------------------------------------------------------------- | --------- |
| Japan (RIAJ) | Diamant                                                                | 1.000.000 |
| Insgesamt    | 1× Diamant ·                                                           | 1.000.000 |

### Jewels 2
| Land/Region  | Auszeichnungen für Musikverkäufe (Land/Region, Auszeichnung, Verkäufe) | Verkäufe |
| ------------ | ---------------------------------------------------------------------- | -------- |
| Japan (RIAJ) | Gold                                                                   | 100.000  |
| Insgesamt    | 1× Gold ·                                                              | 100.000  |

### Live at Wembley ’86
| Land/Region                  | Auszeichnungen für Musikverkäufe (Land/Region, Auszeichnung, Verkäufe) | Verkäufe  |
| ---------------------------- | ---------------------------------------------------------------------- | --------- |
| Brasilien (PMB)              | Gold                                                                   | 100.000   |
| Deutschland (BVMI)           | Gold                                                                   | 250.000   |
| Frankreich (SNEP)            | Platin                                                                 | 100.000   |
| Österreich (IFPI)            | Gold                                                                   | 25.000    |
| Neuseeland (RMNZ)            | Platin                                                                 | 15.000    |
| Niederlande (NVPI)           | Gold                                                                   | 40.000    |
| Polen (ZPAV)                 | Platin                                                                 | 40.000    |
| Schweiz (IFPI)               | Gold                                                                   | 25.000    |
| Spanien (Promusicae)         | Platin                                                                 | 100.000   |
| Vereinigte Staaten (RIAA)    | Platin                                                                 | 1.000.000 |
| Vereinigtes Königreich (BPI) | Platin                                                                 | 300.000   |
| Insgesamt                    | 5× Gold · 6× Platin ·                                                  | 2.345.000 |

### Live at Wembley ’86, Vol. II
| Land/Region  | Auszeichnungen für Musikverkäufe (Land/Region, Auszeichnung, Verkäufe) | Verkäufe |
| ------------ | ---------------------------------------------------------------------- | -------- |
| Polen (ZPAV) | Platin                                                                 | 100.000  |
| Insgesamt    | 1× Platin ·                                                            | 100.000  |

### Live Killers
| Land/Region                  | Auszeichnungen für Musikverkäufe (Land/Region, Auszeichnung, Verkäufe) | Verkäufe  |
| ---------------------------- | ---------------------------------------------------------------------- | --------- |
| Deutschland (BVMI)           | Gold                                                                   | 250.000   |
| Niederlande (NVPI)           | Platin                                                                 | 100.000   |
| Österreich (IFPI)            | Gold                                                                   | 25.000    |
| Polen (ZPAV)                 | 2× Platin                                                              | 200.000   |
| Schweiz (IFPI)               | Gold                                                                   | 25.000    |
| Vereinigte Staaten (RIAA)    | 2× Platin                                                              | 2.000.000 |
| Vereinigtes Königreich (BPI) | Gold                                                                   | 100.000   |
| Insgesamt                    | 4× Gold · 5× Platin ·                                                  | 2.700.000 |

### Live Magic
| Land/Region                  | Auszeichnungen für Musikverkäufe (Land/Region, Auszeichnung, Verkäufe) | Verkäufe |
| ---------------------------- | ---------------------------------------------------------------------- | -------- |
| Argentinien (CAPIF)          | Gold                                                                   | 30.000   |
| Deutschland (BVMI)           | Gold                                                                   | 250.000  |
| Neuseeland (RMNZ)            | Platin                                                                 | 15.000   |
| Österreich (IFPI)            | Gold                                                                   | 25.000   |
| Polen (ZPAV)                 | Platin                                                                 | 20.000   |
| Schweiz (IFPI)               | 2× Platin                                                              | 100.000  |
| Spanien (Promusicae)         | Gold                                                                   | 50.000   |
| Vereinigtes Königreich (BPI) | Platin                                                                 | 300.000  |
| Insgesamt                    | 4× Gold · 5× Platin ·                                                  | 790.000  |

### Made in Heaven
| Land/Region                  | Auszeichnungen für Musikverkäufe (Land/Region, Auszeichnung, Verkäufe) | Verkäufe    |
| ---------------------------- | ---------------------------------------------------------------------- | ----------- |
| Argentinien (CAPIF)          | 2× Platin                                                              | 120.000     |
| Australien (ARIA)            | Platin                                                                 | 70.000      |
| Belgien (BRMA)               | Platin                                                                 | (50.000)    |
| Dänemark (IFPI)              | Platin                                                                 | (50.000)    |
| Deutschland (BVMI)           | 3× Platin                                                              | (1.500.000) |
| Europa (IFPI)                | 5× Platin                                                              | 5.000.000   |
| Finnland (IFPI)              | Platin                                                                 | (50.668)    |
| Frankreich (SNEP)            | 2× Platin                                                              | (600.000)   |
| Hongkong (IFPI/HKRIA)        | Platin                                                                 | 20.000      |
| Italien (FIMI)               | 6× Platin                                                              | (600.000)   |
| Japan (RIAJ)                 | Platin                                                                 | 200.000     |
| Kanada (MC)                  | Platin                                                                 | 100.000     |
| Mexiko (AMPROFON)            | Gold                                                                   | 100.000     |
| Neuseeland (RMNZ)            | 3× Platin                                                              | 45.000      |
| Niederlande (NVPI)           | Platin                                                                 | (200.000)   |
| Norwegen (IFPI)              | Platin                                                                 | (50.000)    |
| Österreich (IFPI)            | 2× Platin                                                              | (100.000)   |
| Polen (ZPAV)                 | Platin · + Platin (Re-issue)                                           | 120.000     |
| Portugal (AFP)               | 2× Platin                                                              | (80.000)    |
| Schweiz (IFPI)               | 3× Platin                                                              | (150.000)   |
| Singapur (RIAS)              | Gold                                                                   | 7.500       |
| Spanien (Promusicae)         | 2× Platin                                                              | (200.000)   |
| Südafrika (RISA)             | Platin                                                                 | 50.000      |
| Südkorea (KMCA)              | Platin                                                                 | 30.000      |
| Tschechien (IFPI)            | 2× Platin                                                              | (100.000)   |
| Vereinigte Staaten (RIAA)    | Gold                                                                   | 500.000     |
| Vereinigtes Königreich (BPI) | 4× Platin                                                              | (1.200.000) |
| Insgesamt                    | 3× Gold · 49× Platin ·                                                 | 6.242.500   |

### News of the World
| Land/Region                  | Auszeichnungen für Musikverkäufe (Land/Region, Auszeichnung, Verkäufe) | Verkäufe  |
| ---------------------------- | ---------------------------------------------------------------------- | --------- |
| Belgien (BRMA)               | Gold                                                                   | 25.000    |
| Deutschland (BVMI)           | Platin                                                                 | 500.000   |
| Frankreich (SNEP)            | Gold                                                                   | 100.000   |
| Italien (FIMI)               | Gold                                                                   | 25.000    |
| Kanada (MC)                  | 3× Platin                                                              | 300.000   |
| Niederlande (NVPI)           | Platin                                                                 | 100.000   |
| Polen (ZPAV)                 | Platin                                                                 | 20.000    |
| Schweiz (IFPI)               | Platin                                                                 | 50.000    |
| Vereinigte Staaten (RIAA)    | 4× Platin                                                              | 4.000.000 |
| Vereinigtes Königreich (BPI) | Gold                                                                   | 100.000   |
| Insgesamt                    | 4× Gold · 11× Platin ·                                                 | 5.220.000 |

### Queen
| Land/Region                  | Auszeichnungen für Musikverkäufe (Land/Region, Auszeichnung, Verkäufe) | Verkäufe |
| ---------------------------- | ---------------------------------------------------------------------- | -------- |
| Polen (ZPAV)                 | Platin                                                                 | 20.000   |
| Vereinigte Staaten (RIAA)    | Gold                                                                   | 500.000  |
| Vereinigtes Königreich (BPI) | Gold                                                                   | 100.000  |
| Insgesamt                    | 2× Gold · 1× Platin ·                                                  | 620.000  |

### Queen II
| Land/Region                  | Auszeichnungen für Musikverkäufe (Land/Region, Auszeichnung, Verkäufe) | Verkäufe  |
| ---------------------------- | ---------------------------------------------------------------------- | --------- |
| Australien (ARIA)            | Gold                                                                   | 20.000    |
| Polen (ZPAV)                 | Platin                                                                 | 20.000    |
| Vereinigtes Königreich (BPI) | Gold                                                                   | 1.000.000 |
| Insgesamt                    | 2× Gold · 1× Platin ·                                                  | 1.040.000 |

### Queen & Adam Lambert: Live Around the World
| Land/Region                  | Auszeichnungen für Musikverkäufe (Land/Region, Auszeichnung, Verkäufe) | Verkäufe |
| ---------------------------- | ---------------------------------------------------------------------- | -------- |
| Vereinigtes Königreich (BPI) | Silber                                                                 | 60.000   |
| Insgesamt                    | 1× Silber ·                                                            | 60.000   |

### Queen in Vision
| Land/Region  | Auszeichnungen für Musikverkäufe (Land/Region, Auszeichnung, Verkäufe) | Verkäufe |
| ------------ | ---------------------------------------------------------------------- | -------- |
| Japan (RIAJ) | Gold                                                                   | 100.000  |
| Insgesamt    | 1× Gold ·                                                              | 100.000  |

### Queen on Fire – Live at the Bowl
| Land/Region                  | Auszeichnungen für Musikverkäufe (Land/Region, Auszeichnung, Verkäufe) | Verkäufe |
| ---------------------------- | ---------------------------------------------------------------------- | -------- |
| Deutschland (BVMI)           | Platin                                                                 | 200.000  |
| Österreich (IFPI)            | Gold                                                                   | 15.000   |
| Polen (ZPAV)                 | 2× Platin                                                              | 80.000   |
| Portugal (AFP)               | Gold                                                                   | 20.000   |
| Schweiz (IFPI)               | Gold                                                                   | 20.000   |
| Vereinigtes Königreich (BPI) | Gold                                                                   | 100.000  |
| Insgesamt                    | 4× Gold · 3× Platin ·                                                  | 435.000  |

### Queen Rocks
| Land/Region                  | Auszeichnungen für Musikverkäufe (Land/Region, Auszeichnung, Verkäufe) | Verkäufe |
| ---------------------------- | ---------------------------------------------------------------------- | -------- |
| Australien (ARIA)            | Gold                                                                   | 35.000   |
| Frankreich (SNEP)            | Gold                                                                   | 100.000  |
| Japan (RIAJ)                 | Gold                                                                   | 100.000  |
| Spanien (Promusicae)         | Gold                                                                   | 50.000   |
| Vereinigtes Königreich (BPI) | Platin                                                                 | 300.000  |
| Insgesamt                    | 4× Gold · 1× Platin ·                                                  | 585.000  |

### Queen Singles Collection 2
| Land/Region                  | Auszeichnungen für Musikverkäufe (Land/Region, Auszeichnung, Verkäufe) | Verkäufe |
| ---------------------------- | ---------------------------------------------------------------------- | -------- |
| Vereinigtes Königreich (BPI) | Silber                                                                 | 60.000   |
| Insgesamt                    | 1× Silber ·                                                            | 60.000   |

### Return of the Champions
| Land/Region                  | Auszeichnungen für Musikverkäufe (Land/Region, Auszeichnung, Verkäufe) | Verkäufe |
| ---------------------------- | ---------------------------------------------------------------------- | -------- |
| Polen (ZPAV)                 | 2× Platin                                                              | 40.000   |
| Vereinigtes Königreich (BPI) | Silber                                                                 | 60.000   |
| Insgesamt                    | 1× Silber · 2× Platin ·                                                | 100.000  |

### Sheer Heart Attack
| Land/Region                  | Auszeichnungen für Musikverkäufe (Land/Region, Auszeichnung, Verkäufe) | Verkäufe  |
| ---------------------------- | ---------------------------------------------------------------------- | --------- |
| Niederlande (NVPI)           | Gold                                                                   | 30.000    |
| Polen (ZPAV)                 | Platin                                                                 | 20.000    |
| Schweden (IFPI)              | Gold                                                                   | 50.000    |
| Vereinigte Staaten (RIAA)    | Gold                                                                   | 500.000   |
| Vereinigtes Königreich (BPI) | Platin                                                                 | 1.000.000 |
| Insgesamt                    | 3× Gold · 2× Platin ·                                                  | 1.600.000 |

### The Best I
| Land/Region       | Auszeichnungen für Musikverkäufe (Land/Region, Auszeichnung, Verkäufe) | Verkäufe |
| ----------------- | ---------------------------------------------------------------------- | -------- |
| Frankreich (SNEP) | 2× Gold                                                                | 200.000  |
| Insgesamt         | 2× Gold ·                                                              | 200.000  |

### The Best II
| Land/Region       | Auszeichnungen für Musikverkäufe (Land/Region, Auszeichnung, Verkäufe) | Verkäufe |
| ----------------- | ---------------------------------------------------------------------- | -------- |
| Frankreich (SNEP) | Gold                                                                   | 100.000  |
| Insgesamt         | 1× Gold ·                                                              | 100.000  |

### The Cosmos Rocks
| Land/Region                  | Auszeichnungen für Musikverkäufe (Land/Region, Auszeichnung, Verkäufe) | Verkäufe |
| ---------------------------- | ---------------------------------------------------------------------- | -------- |
| Russland (NFPF)              | Gold                                                                   | 10.000   |
| Vereinigtes Königreich (BPI) | Silber                                                                 | 60.000   |
| Insgesamt                    | 1× Silber · 1× Gold ·                                                  | 70.000   |

### The Game
| Land/Region                  | Auszeichnungen für Musikverkäufe (Land/Region, Auszeichnung, Verkäufe) | Verkäufe  |
| ---------------------------- | ---------------------------------------------------------------------- | --------- |
| Argentinien (CAPIF)          | 2× Platin                                                              | 120.000   |
| Dänemark (IFPI)              | Platin                                                                 | 20.000    |
| Deutschland (BVMI)           | Gold                                                                   | 250.000   |
| Italien (FIMI)               | Platin                                                                 | 50.000    |
| Neuseeland (RMNZ)            | Gold                                                                   | 10.000    |
| Niederlande (NVPI)           | Platin                                                                 | 100.000   |
| Österreich (IFPI)            | Gold                                                                   | 25.000    |
| Polen (ZPAV)                 | Platin                                                                 | 20.000    |
| Spanien (Promusicae)         | Gold                                                                   | 50.000    |
| Vereinigte Staaten (RIAA)    | 4× Platin                                                              | 4.000.000 |
| Vereinigtes Königreich (BPI) | Gold                                                                   | 100.000   |
| Insgesamt                    | 5× Gold · 10× Platin ·                                                 | 4.745.000 |

### The Miracle
| Land/Region                  | Auszeichnungen für Musikverkäufe (Land/Region, Auszeichnung, Verkäufe) | Verkäufe  |
| ---------------------------- | ---------------------------------------------------------------------- | --------- |
| Deutschland (BVMI)           | Platin                                                                 | 500.000   |
| Finnland (IFPI)              | Gold                                                                   | 43.130    |
| Frankreich (SNEP)            | Gold                                                                   | 100.000   |
| Österreich (IFPI)            | Gold                                                                   | 25.000    |
| Neuseeland (RMNZ)            | Gold                                                                   | 10.000    |
| Niederlande (NVPI)           | Platin                                                                 | 100.000   |
| Polen (ZPAV)                 | Platin                                                                 | 20.000    |
| Schweiz (IFPI)               | Platin                                                                 | 50.000    |
| Spanien (Promusicae)         | Platin                                                                 | 100.000   |
| Vereinigtes Königreich (BPI) | Platin                                                                 | 300.000   |
| Insgesamt                    | 4× Gold · 6× Platin ·                                                  | 1.248.130 |

### The Platinum Collection: Greatest Hits I, II & III
| Land/Region                  | Auszeichnungen für Musikverkäufe (Land/Region, Auszeichnung, Verkäufe) | Verkäufe    |
| ---------------------------- | ---------------------------------------------------------------------- | ----------- |
| Australien (ARIA)            | 2× Platin                                                              | 140.000     |
| Belgien (BRMA)               | Platin                                                                 | 50.000      |
| Dänemark (IFPI)              | Platin                                                                 | 20.000      |
| Deutschland (BVMI)           | Platin                                                                 | 300.000     |
| Europa (IFPI)                | 3× Platin                                                              | (3.000.000) |
| Finnland (IFPI)              | Gold                                                                   | 15.623      |
| Frankreich (SNEP)            | 2× Platin                                                              | 600.000     |
| Italien (FIMI)               | 4× Platin                                                              | 200.000     |
| Neuseeland (RMNZ)            | 3× Platin                                                              | 45.000      |
| Niederlande (NVPI)           | 2× Platin                                                              | 160.000     |
| Norwegen (IFPI)              | Platin                                                                 | 40.000      |
| Polen (ZPAV)                 | Gold (EMI) · + Diamant (Universal)                                     | 135.000     |
| Portugal (AFP)               | Platin                                                                 | 40.000      |
| Schweiz (IFPI)               | Gold                                                                   | 25.000      |
| Spanien (Promusicae)         | 2× Platin                                                              | 200.000     |
| Vereinigte Staaten (RIAA)    | Platin (2005) · + 5× Platin (2021)                                     | 2.000.000   |
| Vereinigtes Königreich (BPI) | 8× Platin                                                              | 2.400.000   |
| Insgesamt                    | 3× Gold · 37× Platin · 1× Diamant ·                                    | 6.370.958   |

### The Works
| Land/Region                  | Auszeichnungen für Musikverkäufe (Land/Region, Auszeichnung, Verkäufe) | Verkäufe  |
| ---------------------------- | ---------------------------------------------------------------------- | --------- |
| Dänemark (IFPI)              | Gold                                                                   | 10.000    |
| Deutschland (BVMI)           | Platin                                                                 | 500.000   |
| Italien (FIMI)               | Gold                                                                   | 25.000    |
| Kanada (MC)                  | Platin                                                                 | 100.000   |
| Neuseeland (RMNZ)            | Gold                                                                   | 10.000    |
| Niederlande (NVPI)           | Gold                                                                   | 50.000    |
| Österreich (IFPI)            | Platin                                                                 | 50.000    |
| Polen (ZPAV)                 | Platin                                                                 | 20.000    |
| Schweiz (IFPI)               | Platin                                                                 | 50.000    |
| Spanien (Promusicae)         | Gold                                                                   | 50.000    |
| Vereinigte Staaten (RIAA)    | Gold                                                                   | 500.000   |
| Vereinigtes Königreich (BPI) | Platin                                                                 | 300.000   |
| Insgesamt                    | 6× Gold · 6× Platin ·                                                  | 1.665.000 |

## Auszeichnungen nach Singles

### A Kind of Magic
| Land/Region                  | Auszeichnungen für Musikverkäufe (Land/Region, Auszeichnung, Verkäufe) | Verkäufe |
| ---------------------------- | ---------------------------------------------------------------------- | -------- |
| Brasilien (PMB)              | Platin                                                                 | 60.000   |
| Dänemark (IFPI)              | Gold                                                                   | 45.000   |
| Italien (FIMI)               | Gold                                                                   | 25.000   |
| Spanien (Promusicae)         | Gold                                                                   | 30.000   |
| Vereinigtes Königreich (BPI) | Platin                                                                 | 600.000  |
| Insgesamt                    | 3× Gold · 2× Platin ·                                                  | 760.000  |

### Another One Bites the Dust
| Land/Region                  | Auszeichnungen für Musikverkäufe (Land/Region, Auszeichnung, Verkäufe) | Verkäufe   |
| ---------------------------- | ---------------------------------------------------------------------- | ---------- |
| Australien (ARIA)            | 4× Platin                                                              | 280.000    |
| Brasilien (PMB)              | Gold                                                                   | 30.000     |
| Dänemark (IFPI)              | 2× Platin                                                              | 180.000    |
| Deutschland (BVMI)           | Platin                                                                 | 600.000    |
| Griechenland (IFPI)          | Gold                                                                   | 10.000     |
| Italien (FIMI)               | 3× Platin                                                              | 210.000    |
| Neuseeland (RMNZ)            | 6× Platin                                                              | 180.000    |
| Philippinen (PARI)           | Gold                                                                   | 50.000     |
| Spanien (Promusicae)         | 2× Platin                                                              | 120.000    |
| Vereinigte Staaten (RIAA)    | Platin (Physisch) · + 9× Platin (Digital)                              | 11.000.000 |
| Vereinigtes Königreich (BPI) | 3× Platin                                                              | 1.800.000  |
| Insgesamt                    | 3× Gold · 31× Platin ·                                                 | 14.460.000 |

### Bicycle Race
| Land/Region                  | Auszeichnungen für Musikverkäufe (Land/Region, Auszeichnung, Verkäufe) | Verkäufe  |
| ---------------------------- | ---------------------------------------------------------------------- | --------- |
| Vereinigte Staaten (RIAA)    | 2× Platin                                                              | 2.000.000 |
| Vereinigtes Königreich (BPI) | Platin                                                                 | 600.000   |
| Insgesamt                    | 3× Platin ·                                                            | 2.600.000 |

### Bohemian Rhapsody
| Land/Region                  | Auszeichnungen für Musikverkäufe (Land/Region, Auszeichnung, Verkäufe) | Verkäufe   |
| ---------------------------- | ---------------------------------------------------------------------- | ---------- |
| Australien (ARIA)            | 8× Platin                                                              | 560.000    |
| Brasilien (PMB)              | Platin                                                                 | 60.000     |
| Dänemark (IFPI)              | 3× Platin                                                              | 270.000    |
| Deutschland (BVMI)           | 3× Gold                                                                | 900.000    |
| Frankreich (SNEP)            | —                                                                      | 35.900     |
| Griechenland (IFPI)          | Platin                                                                 | 20.000     |
| Italien (FIMI)               | 5× Platin                                                              | 500.000    |
| Japan (RIAJ)                 | Gold                                                                   | 100.000    |
| Kanada (MC)                  | 7× Platin                                                              | 560.000    |
| Neuseeland (RMNZ)            | 8× Platin                                                              | 240.000    |
| Portugal (AFP)               | 4× Platin                                                              | 40.000     |
| Spanien (Promusicae)         | 5× Platin                                                              | 300.000    |
| Vereinigte Staaten (RIAA)    | Diamant (Digital) · + Gold (Physisch)                                  | 5.445.000  |
| Vereinigtes Königreich (BPI) | Platin (Physisch) · + 5× Platin (Digital)                              | 3.600.000  |
| Insgesamt                    | 3× Gold · 49× Platin · 1× Diamant ·                                    | 12.630.900 |

### Crazy Little Thing Called Love
| Land/Region                  | Auszeichnungen für Musikverkäufe (Land/Region, Auszeichnung, Verkäufe) | Verkäufe  |
| ---------------------------- | ---------------------------------------------------------------------- | --------- |
| Argentinien (CAPIF)          | Gold                                                                   | 50.000    |
| Dänemark (IFPI)              | Platin                                                                 | 90.000    |
| Italien (FIMI)               | Platin                                                                 | 100.000   |
| Neuseeland (RMNZ)            | 3× Platin                                                              | 90.000    |
| Niederlande (NVPI)           | Platin                                                                 | 150.000   |
| Spanien (Promusicae)         | 2× Platin                                                              | 120.000   |
| Vereinigte Staaten (RIAA)    | Platin                                                                 | 1.000.000 |
| Vereinigtes Königreich (BPI) | Gold · + Platin (Digital)                                              | 1.100.000 |
| Insgesamt                    | 2× Gold · 10× Platin ·                                                 | 2.700.000 |

### Don’t Stop Me Now
| Land/Region                  | Auszeichnungen für Musikverkäufe (Land/Region, Auszeichnung, Verkäufe) | Verkäufe  |
| ---------------------------- | ---------------------------------------------------------------------- | --------- |
| Australien (ARIA)            | 5× Platin                                                              | 350.000   |
| Brasilien (PMB)              | Gold                                                                   | 30.000    |
| Dänemark (IFPI)              | 2× Platin                                                              | 180.000   |
| Deutschland (BVMI)           | 3× Gold                                                                | 900.000   |
| Frankreich (SNEP)            | —                                                                      | 12.500    |
| Italien (FIMI)               | 4× Platin                                                              | 400.000   |
| Japan (RIAJ)                 | Gold                                                                   | 100.000   |
| Neuseeland (RMNZ)            | 6× Platin                                                              | 180.000   |
| Portugal (AFP)               | 3× Platin                                                              | 30.000    |
| Spanien (Promusicae)         | 4× Platin                                                              | 240.000   |
| Vereinigte Staaten (RIAA)    | 4× Platin                                                              | 4.000.000 |
| Vereinigtes Königreich (BPI) | Silber (Physisch) · + 5× Platin (Digital)                              | 3.250.000 |
| Insgesamt                    | 1× Silber · 3× Gold · 34× Platin ·                                     | 9.672.500 |

### Fat Bottomed Girls
| Land/Region               | Auszeichnungen für Musikverkäufe (Land/Region, Auszeichnung, Verkäufe) | Verkäufe  |
| ------------------------- | ---------------------------------------------------------------------- | --------- |
| Brasilien (PMB)           | Gold                                                                   | 30.000    |
| Italien (FIMI)            | Gold                                                                   | 50.000    |
| Neuseeland (RMNZ)         | 2× Platin                                                              | 60.000    |
| Vereinigte Staaten (RIAA) | Platin                                                                 | 1.000.000 |
| Insgesamt                 | 2× Gold · 3× Platin ·                                                  | 1.140.000 |

### Flash
| Land/Region                  | Auszeichnungen für Musikverkäufe (Land/Region, Auszeichnung, Verkäufe) | Verkäufe |
| ---------------------------- | ---------------------------------------------------------------------- | -------- |
| Vereinigtes Königreich (BPI) | Silber                                                                 | 250.000  |
| Insgesamt                    | 1× Silber ·                                                            | 250.000  |

### Heaven for Everyone
| Land/Region                  | Auszeichnungen für Musikverkäufe (Land/Region, Auszeichnung, Verkäufe) | Verkäufe |
| ---------------------------- | ---------------------------------------------------------------------- | -------- |
| Frankreich (SNEP)            | Silber                                                                 | 125.000  |
| Vereinigtes Königreich (BPI) | Silber                                                                 | 200.000  |
| Insgesamt                    | 2× Silber ·                                                            | 325.000  |

### I Want It All
| Land/Region                  | Auszeichnungen für Musikverkäufe (Land/Region, Auszeichnung, Verkäufe) | Verkäufe |
| ---------------------------- | ---------------------------------------------------------------------- | -------- |
| Italien (FIMI)               | Gold                                                                   | 25.000   |
| Spanien (Promusicae)         | Gold                                                                   | 30.000   |
| Vereinigte Staaten (RIAA)    | Gold                                                                   | 500.000  |
| Vereinigtes Königreich (BPI) | Silber                                                                 | 200.000  |
| Insgesamt                    | 1× Silber · 3× Gold ·                                                  | 755.000  |

### I Want to Break Free
| Land/Region                  | Auszeichnungen für Musikverkäufe (Land/Region, Auszeichnung, Verkäufe) | Verkäufe  |
| ---------------------------- | ---------------------------------------------------------------------- | --------- |
| Brasilien (PMB)              | 2× Platin                                                              | 120.000   |
| Dänemark (IFPI)              | Platin                                                                 | 90.000    |
| Deutschland (BVMI)           | Platin                                                                 | 500.000   |
| Italien (FIMI)               | 2× Platin                                                              | 200.000   |
| Neuseeland (RMNZ)            | 3× Platin                                                              | 90.000    |
| Spanien (Promusicae)         | 3× Platin                                                              | 180.000   |
| Vereinigte Staaten (RIAA)    | Platin                                                                 | 1.000.000 |
| Vereinigtes Königreich (BPI) | 2× Platin                                                              | 1.200.000 |
| Insgesamt                    | 15× Platin ·                                                           | 3.380.000 |

### Hammer to Fall
| Land/Region                  | Auszeichnungen für Musikverkäufe (Land/Region, Auszeichnung, Verkäufe) | Verkäufe |
| ---------------------------- | ---------------------------------------------------------------------- | -------- |
| Brasilien (PMB)              | Gold                                                                   | 30.000   |
| Vereinigtes Königreich (BPI) | Gold                                                                   | 400.000  |
| Insgesamt                    | 2× Gold ·                                                              | 430.000  |

### I Was Born to Love You
| Land/Region     | Auszeichnungen für Musikverkäufe (Land/Region, Auszeichnung, Verkäufe) | Verkäufe |
| --------------- | ---------------------------------------------------------------------- | -------- |
| Brasilien (PMB) | Gold                                                                   | 30.000   |
| Japan (RIAJ)    | Gold · + 2× Platin (Ringtone)                                          | 550.000  |
| Insgesamt       | 2× Gold · 2× Platin ·                                                  | 580.000  |

### Innuendo
| Land/Region                  | Auszeichnungen für Musikverkäufe (Land/Region, Auszeichnung, Verkäufe) | Verkäufe |
| ---------------------------- | ---------------------------------------------------------------------- | -------- |
| Italien (FIMI)               | Gold                                                                   | 35.000   |
| Vereinigtes Königreich (BPI) | Silber                                                                 | 200.000  |
| Insgesamt                    | 1× Silber · 1× Gold ·                                                  | 235.000  |

### Keep Yourself Alive
| Land/Region     | Auszeichnungen für Musikverkäufe (Land/Region, Auszeichnung, Verkäufe) | Verkäufe |
| --------------- | ---------------------------------------------------------------------- | -------- |
| Brasilien (PMB) | Gold                                                                   | 30.000   |
| Insgesamt       | 1× Gold ·                                                              | 30.000   |

### Killer Queen
| Land/Region                  | Auszeichnungen für Musikverkäufe (Land/Region, Auszeichnung, Verkäufe) | Verkäufe  |
| ---------------------------- | ---------------------------------------------------------------------- | --------- |
| Dänemark (IFPI)              | Platin                                                                 | 90.000    |
| Italien (FIMI)               | Platin                                                                 | 100.000   |
| Neuseeland (RMNZ)            | 2× Platin                                                              | 60.000    |
| Portugal (AFP)               | Gold                                                                   | 5.000     |
| Spanien (Promusicae)         | Platin                                                                 | 60.000    |
| Vereinigte Staaten (RIAA)    | 4× Platin                                                              | 4.000.000 |
| Vereinigtes Königreich (BPI) | Silber (Physisch) · + 2× Platin (Digital)                              | 1.450.000 |
| Insgesamt                    | 1× Silber · 1× Gold · 11× Platin ·                                     | 5.765.000 |

### Love of My Life
| Land/Region                  | Auszeichnungen für Musikverkäufe (Land/Region, Auszeichnung, Verkäufe) | Verkäufe  |
| ---------------------------- | ---------------------------------------------------------------------- | --------- |
| Brasilien (PMB)              | 2× Platin                                                              | 120.000   |
| Dänemark (IFPI)              | Gold                                                                   | 45.000    |
| Italien (FIMI)               | Platin                                                                 | 70.000    |
| Spanien (Promusicae)         | Gold                                                                   | 30.000    |
| Vereinigte Staaten (RIAA)    | Gold                                                                   | 500.000   |
| Vereinigtes Königreich (BPI) | Gold                                                                   | 400.000   |
| Insgesamt                    | 4× Gold · 3× Platin ·                                                  | 1.165.000 |

### Now I’m Here
| Land/Region                  | Auszeichnungen für Musikverkäufe (Land/Region, Auszeichnung, Verkäufe) | Verkäufe |
| ---------------------------- | ---------------------------------------------------------------------- | -------- |
| Vereinigtes Königreich (BPI) | Silber                                                                 | 200.000  |
| Insgesamt                    | 1× Silber ·                                                            | 200.000  |

### One Vision
| Land/Region                  | Auszeichnungen für Musikverkäufe (Land/Region, Auszeichnung, Verkäufe) | Verkäufe |
| ---------------------------- | ---------------------------------------------------------------------- | -------- |
| Vereinigtes Königreich (BPI) | Silber                                                                 | 200.000  |
| Insgesamt                    | 1× Silber ·                                                            | 200.000  |

### Radio Ga Ga
| Land/Region                  | Auszeichnungen für Musikverkäufe (Land/Region, Auszeichnung, Verkäufe) | Verkäufe  |
| ---------------------------- | ---------------------------------------------------------------------- | --------- |
| Dänemark (IFPI)              | Gold                                                                   | 45.000    |
| Deutschland (BVMI)           | Gold                                                                   | 300.000   |
| Italien (FIMI)               | Platin                                                                 | 50.000    |
| Neuseeland (RMNZ)            | 2× Platin                                                              | 60.000    |
| Spanien (Promusicae)         | Platin                                                                 | 60.000    |
| Vereinigte Staaten (RIAA)    | Platin                                                                 | 1.000.000 |
| Vereinigtes Königreich (BPI) | 2× Platin                                                              | 1.200.000 |
| Insgesamt                    | 2× Gold · 7× Platin ·                                                  | 2.715.000 |

### Save Me
| Land/Region                  | Auszeichnungen für Musikverkäufe (Land/Region, Auszeichnung, Verkäufe) | Verkäufe |
| ---------------------------- | ---------------------------------------------------------------------- | -------- |
| Vereinigtes Königreich (BPI) | Silber                                                                 | 200.000  |
| Insgesamt                    | 1× Silber ·                                                            | 200.000  |

### Seven Seas of Rhye
| Land/Region                  | Auszeichnungen für Musikverkäufe (Land/Region, Auszeichnung, Verkäufe) | Verkäufe |
| ---------------------------- | ---------------------------------------------------------------------- | -------- |
| Vereinigtes Königreich (BPI) | Silber                                                                 | 200.000  |
| Insgesamt                    | 1× Silber ·                                                            | 200.000  |

### Somebody to Love
| Land/Region                  | Auszeichnungen für Musikverkäufe (Land/Region, Auszeichnung, Verkäufe) | Verkäufe  |
| ---------------------------- | ---------------------------------------------------------------------- | --------- |
| Brasilien (PMB)              | Gold                                                                   | 30.000    |
| Dänemark (IFPI)              | Platin                                                                 | 90.000    |
| Deutschland (BVMI)           | Gold                                                                   | 250.000   |
| Neuseeland (RMNZ)            | 2× Platin                                                              | 60.000    |
| Spanien (Promusicae)         | Platin                                                                 | 60.000    |
| Vereinigte Staaten (RIAA)    | 5× Platin                                                              | 5.000.000 |
| Vereinigtes Königreich (BPI) | 2× Platin                                                              | 1.200.000 |
| Insgesamt                    | 2× Gold · 11× Platin ·                                                 | 6.690.000 |

### Somebody to Love (Live)
| Land/Region                  | Auszeichnungen für Musikverkäufe (Land/Region, Auszeichnung, Verkäufe) | Verkäufe |
| ---------------------------- | ---------------------------------------------------------------------- | -------- |
| Italien (FIMI)               | 2× Platin                                                              | 200.000  |
| Vereinigtes Königreich (BPI) | Silber                                                                 | 200.000  |
| Insgesamt                    | 1× Silber · 2× Platin ·                                                | 400.000  |

### Thank God It’s Christmas
| Land/Region                  | Auszeichnungen für Musikverkäufe (Land/Region, Auszeichnung, Verkäufe) | Verkäufe  |
| ---------------------------- | ---------------------------------------------------------------------- | --------- |
| Dänemark (IFPI)              | 2× Platin                                                              | 180.000   |
| Deutschland (BVMI)           | Platin                                                                 | 500.000   |
| Italien (FIMI)               | Gold                                                                   | 50.000    |
| Vereinigtes Königreich (BPI) | Gold                                                                   | 400.000   |
| Insgesamt                    | 2× Gold · 3× Platin ·                                                  | 1.130.000 |

### The Show Must Go On
| Land/Region                  | Auszeichnungen für Musikverkäufe (Land/Region, Auszeichnung, Verkäufe) | Verkäufe  |
| ---------------------------- | ---------------------------------------------------------------------- | --------- |
| Brasilien (PMB)              | Gold                                                                   | 30.000    |
| Dänemark (IFPI)              | Gold                                                                   | 45.000    |
| Frankreich (SNEP)            | Silber                                                                 | 125.000   |
| Italien (FIMI)               | Platin                                                                 | 50.000    |
| Spanien (Promusicae)         | Platin                                                                 | 60.000    |
| Vereinigte Staaten (RIAA)    | Gold                                                                   | 500.000   |
| Vereinigtes Königreich (BPI) | Platin                                                                 | 600.000   |
| Insgesamt                    | 1× Silber · 3× Gold · 3× Platin ·                                      | 1.410.000 |

### These Are the Days of Our Lives
| Land/Region                  | Auszeichnungen für Musikverkäufe (Land/Region, Auszeichnung, Verkäufe) | Verkäufe |
| ---------------------------- | ---------------------------------------------------------------------- | -------- |
| Vereinigtes Königreich (BPI) | Gold                                                                   | 400.000  |
| Insgesamt                    | 1× Gold ·                                                              | 400.000  |

### Too Much Love Will Kill You
| Land/Region                  | Auszeichnungen für Musikverkäufe (Land/Region, Auszeichnung, Verkäufe) | Verkäufe |
| ---------------------------- | ---------------------------------------------------------------------- | -------- |
| Vereinigtes Königreich (BPI) | Silber                                                                 | 200.000  |
| Insgesamt                    | 1× Silber ·                                                            | 200.000  |

### Under Pressure
| Land/Region                  | Auszeichnungen für Musikverkäufe (Land/Region, Auszeichnung, Verkäufe) | Verkäufe  |
| ---------------------------- | ---------------------------------------------------------------------- | --------- |
| Australien (ARIA)            | 3× Platin                                                              | 210.000   |
| Brasilien (PMB)              | Gold                                                                   | 30.000    |
| Dänemark (IFPI)              | Platin                                                                 | 90.000    |
| Italien (FIMI)               | 3× Platin                                                              | 300.000   |
| Neuseeland (RMNZ)            | 6× Platin                                                              | 180.000   |
| Spanien (Promusicae)         | 2× Platin                                                              | 120.000   |
| Vereinigte Staaten (RIAA)    | 4× Platin                                                              | 4.000.000 |
| Vereinigtes Königreich (BPI) | 3× Platin                                                              | 1.800.000 |
| Insgesamt                    | 1× Gold · 22× Platin ·                                                 | 6.730.000 |

### We Are the Champions
| Land/Region                  | Auszeichnungen für Musikverkäufe (Land/Region, Auszeichnung, Verkäufe) | Verkäufe  |
| ---------------------------- | ---------------------------------------------------------------------- | --------- |
| Brasilien (PMB)              | Gold                                                                   | 30.000    |
| Dänemark (IFPI)              | Platin                                                                 | 90.000    |
| Deutschland (BVMI)           | Platin                                                                 | 500.000   |
| Frankreich (SNEP)            | Silber                                                                 | 125.000   |
| Italien (FIMI)               | 2× Platin                                                              | 200.000   |
| Neuseeland (RMNZ)            | 2× Platin                                                              | 60.000    |
| Spanien (Promusicae)         | Platin                                                                 | 60.000    |
| Vereinigte Staaten (RIAA)    | 4× Platin (Digital) · + Platin (Physisch)                              | 6.000.000 |
| Vereinigtes Königreich (BPI) | Platin                                                                 | 600.000   |
| Insgesamt                    | 1× Silber · 1× Gold · 13× Platin ·                                     | 7.665.000 |

### We Will Rock You
| Land/Region                  | Auszeichnungen für Musikverkäufe (Land/Region, Auszeichnung, Verkäufe) | Verkäufe   |
| ---------------------------- | ---------------------------------------------------------------------- | ---------- |
| Brasilien (PMB)              | Platin                                                                 | 60.000     |
| Dänemark (IFPI)              | Platin                                                                 | 90.000     |
| Deutschland (BVMI)           | Platin                                                                 | 500.000    |
| Frankreich (SNEP)            | Gold                                                                   | 500.000    |
| Italien (FIMI)               | 2× Platin                                                              | 100.000    |
| Japan (RIAJ)                 | Gold (Digital) · + 2× Platin (Ringtone)                                | 600.000    |
| Neuseeland (RMNZ)            | 4× Platin                                                              | 120.000    |
| Spanien (Promusicae)         | 2× Platin                                                              | 120.000    |
| Vereinigte Staaten (RIAA)    | 9× Platin                                                              | 9.000.000  |
| Vereinigtes Königreich (BPI) | 2× Platin                                                              | 1.200.000  |
| Insgesamt                    | 2× Gold · 24× Platin ·                                                 | 12.290.000 |

### We Will Rock You(Five& Queen)
| Land/Region                  | Auszeichnungen für Musikverkäufe (Land/Region, Auszeichnung, Verkäufe) | Verkäufe |
| ---------------------------- | ---------------------------------------------------------------------- | -------- |
| Australien (ARIA)            | Platin                                                                 | 70.000   |
| Vereinigtes Königreich (BPI) | Silber                                                                 | 200.000  |
| Insgesamt                    | 1× Silber · 1× Platin ·                                                | 270.000  |

### Who Wants to Live Forever
| Land/Region                  | Auszeichnungen für Musikverkäufe (Land/Region, Auszeichnung, Verkäufe) | Verkäufe |
| ---------------------------- | ---------------------------------------------------------------------- | -------- |
| Italien (FIMI)               | Gold                                                                   | 25.000   |
| Vereinigtes Königreich (BPI) | Platin                                                                 | 600.000  |
| Insgesamt                    | 1× Gold · 1× Platin ·                                                  | 625.000  |

### You’re My Best Friend
| Land/Region                  | Auszeichnungen für Musikverkäufe (Land/Region, Auszeichnung, Verkäufe) | Verkäufe  |
| ---------------------------- | ---------------------------------------------------------------------- | --------- |
| Neuseeland (RMNZ)            | Platin                                                                 | 30.000    |
| Vereinigte Staaten (RIAA)    | Platin                                                                 | 2.000.000 |
| Vereinigtes Königreich (BPI) | Platin                                                                 | 600.000   |
| Insgesamt                    | 3× Platin ·                                                            | 2.630.000 |

## Auszeichnungen nach Liedern

### Good Old-Fashioned Lover Boy
| Land/Region                  | Auszeichnungen für Musikverkäufe (Land/Region, Auszeichnung, Verkäufe) | Verkäufe |
| ---------------------------- | ---------------------------------------------------------------------- | -------- |
| Vereinigte Staaten (RIAA)    | Gold                                                                   | 500.000  |
| Vereinigtes Königreich (BPI) | Gold                                                                   | 400.000  |
| Insgesamt                    | 2× Gold ·                                                              | 900.000  |

## Auszeichnungen nach Sonstigen Titeln

### Ay-Oh
Hierbei handelt es sich um eine Publikumsinteraktion Freddy Mercurys aus dem Kinofilm Bohemian Rhapsody, welche als Einzeltitel des Soundtracks zum Download und Streaming bereitgestellt wurde.
| Land/Region     | Auszeichnungen für Musikverkäufe (Land/Region, Auszeichnung, Verkäufe) | Verkäufe |
| --------------- | ---------------------------------------------------------------------- | -------- |
| Brasilien (PMB) | Platin                                                                 | 40.000   |
| Insgesamt       | 1× Platin ·                                                            | 40.000   |

## Auszeichnungen nach Musikstreaming

### Bohemian Rhapsody
| Land/Region  | Auszeichnungen für Musikverkäufe (Land/Region, Auszeichnung, Verkäufe) | Verkäufe   |
| ------------ | ---------------------------------------------------------------------- | ---------- |
| Japan (RIAJ) | Gold                                                                   | 50.000.000 |
| Insgesamt    | 1× Gold ·                                                              | 50.000.000 |

## Auszeichnungen nach Videoalben

### A Night at the Opera (30th Anniversary Edition)
| Land/Region       | Auszeichnungen für Musikverkäufe (Land/Region, Auszeichnung, Verkäufe) | Verkäufe |
| ----------------- | ---------------------------------------------------------------------- | -------- |
| Australien (ARIA) | Platin                                                                 | 15.000   |
| Insgesamt         | 1× Platin ·                                                            | 15.000   |

### Box of Flix
| Land/Region                  | Auszeichnungen für Musikverkäufe (Land/Region, Auszeichnung, Verkäufe) | Verkäufe |
| ---------------------------- | ---------------------------------------------------------------------- | -------- |
| Frankreich (SNEP)            | Platin                                                                 | 20.000   |
| Vereinigtes Königreich (BPI) | Gold                                                                   | 25.000   |
| Insgesamt                    | 1× Gold · 1× Platin ·                                                  | 45.000   |

### Champions of the World
| Land/Region                  | Auszeichnungen für Musikverkäufe (Land/Region, Auszeichnung, Verkäufe) | Verkäufe |
| ---------------------------- | ---------------------------------------------------------------------- | -------- |
| Frankreich (SNEP)            | Gold                                                                   | 10.000   |
| Vereinigtes Königreich (BPI) | Platin                                                                 | 50.000   |
| Insgesamt                    | 1× Gold · 1× Platin ·                                                  | 60.000   |

### Freddie Mercury Tribute Concert
| Land/Region                  | Auszeichnungen für Musikverkäufe (Land/Region, Auszeichnung, Verkäufe) | Verkäufe |
| ---------------------------- | ---------------------------------------------------------------------- | -------- |
| Argentinien (CAPIF)          | Platin                                                                 | 8.000    |
| Australien (ARIA)            | Platin                                                                 | 15.000   |
| Kanada (MC)                  | Platin                                                                 | 10.000   |
| Mexiko (AMPROFON)            | Gold                                                                   | 10.000   |
| Polen (ZPAV)                 | Gold                                                                   | 5.000    |
| Vereinigtes Königreich (BPI) | Platin                                                                 | 50.000   |
| Insgesamt                    | 2× Gold · 4× Platin ·                                                  | 98.000   |

### Greatest Video Hits 1/Greatest Flix
| Land/Region                  | Auszeichnungen für Musikverkäufe (Land/Region, Auszeichnung, Verkäufe) | Verkäufe |
| ---------------------------- | ---------------------------------------------------------------------- | -------- |
| Australien (ARIA)            | 6× Platin                                                              | 90.000   |
| Deutschland (BVMI)           | 3× Gold                                                                | 75.000   |
| Frankreich (SNEP)            | Gold                                                                   | 10.000   |
| Kanada (MC)                  | 3× Platin                                                              | 30.000   |
| Mexiko (AMPROFON)            | Gold                                                                   | 10.000   |
| Neuseeland (RMNZ)            | Platin                                                                 | 5.000    |
| Polen (ZPAV)                 | Platin                                                                 | 10.000   |
| Spanien (Promusicae)         | Platin                                                                 | 25.000   |
| Vereinigte Staaten (RIAA)    | Platin                                                                 | 100.000  |
| Vereinigtes Königreich (BPI) | 3× Platin                                                              | 150.000  |
| Insgesamt                    | 3× Gold · 17× Platin ·                                                 | 505.000  |

### Greatest Video Hits 2/Greatest Flix II
| Land/Region                  | Auszeichnungen für Musikverkäufe (Land/Region, Auszeichnung, Verkäufe) | Verkäufe |
| ---------------------------- | ---------------------------------------------------------------------- | -------- |
| Argentinien (CAPIF)          | Platin                                                                 | 8.000    |
| Australien (ARIA)            | Platin                                                                 | 15.000   |
| Deutschland (BVMI)           | Platin                                                                 | 50.000   |
| Frankreich (SNEP)            | Platin                                                                 | 20.000   |
| Mexiko (AMPROFON)            | Gold                                                                   | 10.000   |
| Neuseeland (RMNZ)            | Platin                                                                 | 5.000    |
| Polen (ZPAV)                 | Gold                                                                   | 5.000    |
| Spanien (Promusicae)         | Gold                                                                   | 10.000   |
| Vereinigtes Königreich (BPI) | 3× Platin                                                              | 150.000  |
| Insgesamt                    | 3× Gold · 8× Platin ·                                                  | 273.000  |

### Greatest Flix III
| Land/Region                  | Auszeichnungen für Musikverkäufe (Land/Region, Auszeichnung, Verkäufe) | Verkäufe |
| ---------------------------- | ---------------------------------------------------------------------- | -------- |
| Vereinigtes Königreich (BPI) | Gold                                                                   | 25.000   |
| Insgesamt                    | 1× Gold ·                                                              | 25.000   |

### Hungarian Rhapsody: Queen Live in Budapest
| Land/Region     | Auszeichnungen für Musikverkäufe (Land/Region, Auszeichnung, Verkäufe) | Verkäufe |
| --------------- | ---------------------------------------------------------------------- | -------- |
| Polen (ZPAV)    | Platin                                                                 | 10.000   |
| Ungarn (MAHASZ) | Gold                                                                   | 2.000    |
| Insgesamt       | 1× Gold · 1× Platin ·                                                  | 12.000   |

### Live at Wembley ’86/Live at Wembley Stadium
| Land/Region                  | Auszeichnungen für Musikverkäufe (Land/Region, Auszeichnung, Verkäufe)            | Verkäufe  |
| ---------------------------- | --------------------------------------------------------------------------------- | --------- |
| Australien (ARIA)            | 6× Platin                                                                         | 90.000    |
| Belgien (BRMA)               | Gold                                                                              | 25.000    |
| Deutschland (BVMI)           | 4× Platin                                                                         | 200.000   |
| Frankreich (SNEP)            | Diamant (DVD) · + 3× Platin (VHS) · + 2× Platin (Island / Universal Music France) | 180.000   |
| Mexiko (AMPROFON)            | Platin                                                                            | 20.000    |
| Österreich (IFPI)            | Gold                                                                              | 5.000     |
| Neuseeland (RMNZ)            | 2× Platin                                                                         | 10.000    |
| Polen (ZPAV)                 | Platin                                                                            | 10.000    |
| Portugal (AFP)               | 11× Platin                                                                        | 88.000    |
| Spanien (Promusicae)         | Platin                                                                            | 25.000    |
| Vereinigte Staaten (RIAA)    | 5× Platin                                                                         | 500.000   |
| Vereinigtes Königreich (BPI) | 8× Platin (DVD) · + Platin (VHS) · + Gold                                         | 475.000   |
| Insgesamt                    | 3× Gold · 45× Platin · 1× Diamant ·                                               | 1.702.000 |

### Live in Japan
| Land/Region         | Auszeichnungen für Musikverkäufe (Land/Region, Auszeichnung, Verkäufe) | Verkäufe |
| ------------------- | ---------------------------------------------------------------------- | -------- |
| Argentinien (CAPIF) | Platin                                                                 | 8.000    |
| Insgesamt           | 1× Platin ·                                                            | 8.000    |

### Live in Budapest
| Land/Region                  | Auszeichnungen für Musikverkäufe (Land/Region, Auszeichnung, Verkäufe) | Verkäufe |
| ---------------------------- | ---------------------------------------------------------------------- | -------- |
| Vereinigtes Königreich (BPI) | Gold                                                                   | 25.000   |
| Insgesamt                    | 1× Gold ·                                                              | 25.000   |

### Live in Rio
| Land/Region                  | Auszeichnungen für Musikverkäufe (Land/Region, Auszeichnung, Verkäufe) | Verkäufe |
| ---------------------------- | ---------------------------------------------------------------------- | -------- |
| Vereinigtes Königreich (BPI) | Gold                                                                   | 25.000   |
| Insgesamt                    | 1× Gold ·                                                              | 25.000   |

### Made in Heaven – The Films
| Land/Region                  | Auszeichnungen für Musikverkäufe (Land/Region, Auszeichnung, Verkäufe) | Verkäufe |
| ---------------------------- | ---------------------------------------------------------------------- | -------- |
| Vereinigtes Königreich (BPI) | Gold                                                                   | 25.000   |
| Insgesamt                    | 1× Gold ·                                                              | 25.000   |

### Queen on Fire – Live at the Bowl
| Land/Region                  | Auszeichnungen für Musikverkäufe (Land/Region, Auszeichnung, Verkäufe) | Verkäufe |
| ---------------------------- | ---------------------------------------------------------------------- | -------- |
| Argentinien (CAPIF)          | Platin                                                                 | 8.000    |
| Australien (ARIA)            | 3× Platin                                                              | 45.000   |
| Deutschland (BVMI)           | 5× Gold                                                                | 125.000  |
| Frankreich (SNEP)            | 3× Platin                                                              | 60.000   |
| Mexiko (AMPROFON)            | Gold                                                                   | 10.000   |
| Österreich (IFPI)            | Gold                                                                   | 15.000   |
| Portugal (AFP)               | 2× Platin                                                              | 16.000   |
| Spanien (Promusicae)         | Gold                                                                   | 10.000   |
| Vereinigte Staaten (RIAA)    | Platin                                                                 | 100.000  |
| Vereinigtes Königreich (BPI) | 3× Platin                                                              | 150.000  |
| Insgesamt                    | 4× Gold · 15× Platin ·                                                 | 539.000  |

### Queen Rock Montreal & Live Aid/We Will Rock You
| Land/Region                  | Auszeichnungen für Musikverkäufe (Land/Region, Auszeichnung, Verkäufe) | Verkäufe |
| ---------------------------- | ---------------------------------------------------------------------- | -------- |
| Argentinien (CAPIF)          | Platin                                                                 | 8.000    |
| Australien (ARIA)            | Platin                                                                 | 15.000   |
| Deutschland (BVMI)           | Platin                                                                 | 50.000   |
| Frankreich (SNEP)            | Gold                                                                   | 5.000    |
| Italien (FIMI)               | —                                                                      | 18.500   |
| Kanada (MC)                  | 2× Platin                                                              | 20.000   |
| Neuseeland (RMNZ)            | Platin                                                                 | 5.000    |
| Polen (ZPAV)                 | Platin                                                                 | 10.000   |
| Portugal (AFP)               | Platin                                                                 | 8.000    |
| Schweiz (IFPI)               | Gold                                                                   | 3.000    |
| Vereinigte Staaten (RIAA)    | 3× Platin                                                              | 300.000  |
| Vereinigtes Königreich (BPI) | 2× Platin                                                              | 100.000  |
| Insgesamt                    | 2× Gold · 13× Platin ·                                                 | 542.500  |

### Return of the Champions
| Land/Region                  | Auszeichnungen für Musikverkäufe (Land/Region, Auszeichnung, Verkäufe) | Verkäufe |
| ---------------------------- | ---------------------------------------------------------------------- | -------- |
| Australien (ARIA)            | Gold                                                                   | 7.500    |
| Deutschland (BVMI)           | Gold                                                                   | 25.000   |
| Frankreich (SNEP)            | Gold                                                                   | 10.000   |
| Vereinigtes Königreich (BPI) | Platin                                                                 | 50.000   |
| Insgesamt                    | 3× Gold · 1× Platin ·                                                  | 92.500   |

## Statistik und Quellen
| Land/RegionAuszeichnungen für Musikverkäufe (Land/Region, Auszeichnungen, Verkäufe, Quellen) | Silber       | Gold         | Platin         | Diamant     | Verkäufe     | Quellen |
| -------------------------------------------------------------------------------------------- | ------------ | ------------ | -------------- | ----------- | ------------ | --- |
| Argentinien (CAPIF)                                                                          | —            | 3× Gold3     | 15× Platin15   | Diamant1    | 1.250.000    | capif.org.ar (Memento vom 6. Juli 2011 im Internet Archive) AR2 (Memento vom 31. Mai 2011 im Internet Archive) |
| Australien (ARIA)                                                                            | —            | 5× Gold5     | 70× Platin70   | —           | 3.932.500    | aria.com.au |
| Belgien (BRMA)                                                                               | —            | 7× Gold7     | 2× Platin2     | —           | 260.000      | ultratop.be |
| Brasilien (PMB)                                                                              | —            | 11× Gold11   | 12× Platin12   | —           | 1.670.000    | pro-musicabr.org.br                                                                                            |
| Dänemark (IFPI)                                                                              | —            | 7× Gold7     | 21× Platin21   | —           | 1.785.000    | ifpi.dk |
| Deutschland (BVMI)                                                                           | —            | 20× Gold20   | 34× Platin34   | —           | 16.975.000   | musikindustrie.de                                                                                              |
| Europa (IFPI)                                                                                | —            | Gold1        | 21× Platin21   | —           | (21.500.000) | ifpi.org (Memento vom 15. Oktober 2013 im Internet Archive)                                                    |
| Finnland (IFPI)                                                                              | —            | 4× Gold4     | 4× Platin4     | —           | 372.322      | ifpi.fi |
| Frankreich (SNEP)                                                                            | 3× Silber3   | 15× Gold15   | 21× Platin21   | 2× Diamant2 | 5.488.400    | infodisc.fr snepmusique.com                                                                                    |
| Griechenland (IFPI)                                                                          | —            | Gold1        | Platin1        | —           | 30.000       | Einzelnachweise                                                                                                |
| Hongkong (IFPI/HKRIA)                                                                        | —            | Gold1        | Platin1        | —           | 30.000       | ifpihk.org |
| Irland (IRMA)                                                                                | —            | —            | Platin1        | —           | 15.000       | irishcharts.ie                                                                                                 |
| Italien (FIMI)                                                                               | —            | 13× Gold13   | 45× Platin45   | —           | 4.043.500    | fimi.it |
| Japan (RIAJ)                                                                                 | —            | 11× Gold11   | 7× Platin7     | Diamant1    | 3.650.000    | riaj.or.jp JP2 JP3                                                                                             |
| Kanada (MC)                                                                                  | —            | 2× Gold2     | 30× Platin30   | —           | 2.481.000    | musiccanada.com                                                                                                |
| Mexiko (AMPROFON)                                                                            | —            | 5× Gold5     | 3× Platin3     | —           | 560.000      | amprofon.com.mx                                                                                                |
| Neuseeland (RMNZ)                                                                            | —            | 4× Gold4     | 97× Platin97   | —           | 2.167.500    | aotearoamusiccharts.co.nz NZ2 (Memento vom 12. August 2011 im Internet Archive) NZ3 NZ4                        |
| Niederlande (NVPI)                                                                           | —            | 4× Gold4     | 21× Platin21   | —           | 2.340.000    | nvpi.nl |
| Norwegen (IFPI)                                                                              | —            | —            | 3× Platin3     | —           | 140.000      | ifpi.no (Memento vom 5. November 2012 im Internet Archive)                                                     |
| Österreich (IFPI)                                                                            | —            | 13× Gold13   | 14× Platin14   | —           | 940.000      | ifpi.at |
| Philippinen (PARI)                                                                           | —            | Gold1        | —              | —           | 50.000       | Einzelnachweise                                                                                                |
| Polen (ZPAV)                                                                                 | —            | 8× Gold8     | 34× Platin34   | Diamant1    | 1.225.000    | olis.pl |
| Portugal (AFP)                                                                               | —            | 4× Gold4     | 28× Platin28   | —           | 352.500      | Einzelnachweise                                                                                                |
| Russland (NFPF)                                                                              | —            | Gold1        | —              | —           | 10.000       | 2m-online.ru                                                                                                   |
| Schweden (IFPI)                                                                              | —            | 3× Gold3     | Platin1        | —           | 240.000      | sverigetopplistan.se                                                                                           |
| Schweiz (IFPI)                                                                               | —            | 8× Gold8     | 22× Platin22   | —           | 1.323.000    | hitparade.ch                                                                                                   |
| Singapur (RIAS)                                                                              | —            | Gold1        | —              | —           | 7.500        | Einzelnachweise                                                                                                |
| Spanien (Promusicae)                                                                         | —            | 13× Gold13   | 41× Platin41   | —           | 3.450.000    | elportaldemusica.es ES2 ES3 ES4 ES5                                                                            |
| Südafrika (RISA)                                                                             | —            | —            | Platin1        | —           | 50.000       | Einzelnachweise                                                                                                |
| Südkorea (KMCA)                                                                              | —            | —            | Platin1        | —           | 30.000       | Einzelnachweise                                                                                                |
| Tschechien (IFPI)                                                                            | —            | —            | 2× Platin2     | —           | 100.000      | Einzelnachweise                                                                                                |
| Ungarn (MAHASZ)                                                                              | —            | Gold1        | Platin1        | —           | 8.000        | slagerlistak.hu                                                                                                |
| Vereinigte Staaten (RIAA)                                                                    | —            | 13× Gold13   | 98× Platin98   | Diamant1    | 94.945.000   | riaa.com |
| Vereinigtes Königreich (BPI)                                                                 | 17× Silber17 | 25× Gold25   | 122× Platin122 | —           | 49.470.000   | bpi.co.uk |
| Insgesamt                                                                                    | 20× Silber20 | 205× Gold205 | 774× Platin774 | 6× Diamant6 |              | |